# Romania medievale
Sfuggendo alla tradizionale classificazione dell'età di mezzo come periodo storico compreso tra il 476 e il 1492, il Medioevo in Romania iniziò con il ritiro dell'esercito romano e delle amministrazione dalla Dacia provincia negli anni 270 e terminò con la dipartita dell'influente sovrano Stefano III di Moldavia nel 1504. Nell'arco temporale oggetto d'esame si susseguì una lunga, variegata e tumultuosa serie di popoli, la maggior parte dei quali controllava solo due o tre delle quasi dieci regioni storiche che oggi formano la Romania. Nella tarda antichità, la società e la cultura subirono cambiamenti fondamentali: gran parte della popolazione si spostò in Dacia nei latifondi fortificati dei signori locali, molto più sicuri rispetto alle città ridotte in degrado dopo il ritiro romano. La Scizia Minore, l'altra provincia romana situata nel territorio dell'attuale Romania, seguì lo stesso processo 400 anni dopo. Le trasformazioni si fecero sentire anche a livello socio-culturale: i recipienti sottili ed elaborati realizzati sui torni da vasaio scomparvero e la ceramica fatta a mano divenne dominante a partire dal 450, mentre i riti di sepoltura cambiarono più di una volta dalla cremazione all'inumazione e viceversa, fino a quando la prima divenne dominante entro la fine del X secolo.
I Germani dell'est, nello specifico i Goti e i Gepidi, i quali avevano adottato uno stile di vita sedentario, furono i primi nuovi arrivati dopo l'abbandono delle terre ad opera dei romani. I Goti dominarono la Moldavia e la Valacchia dagli anni 290, così come parti della Transilvania dagli anni 330. Il loro potere crollò sotto gli attacchi dei nomadi unni nel 376; insediatisi in Europa orientale e centrale dal 400 circa, la loro unione si disintegrò nel 454. Da allora in poi, le regioni ad ovest dei Carpazi (Banato, Crișana e Transilvania) e l'Oltenia rimasero sotto il dominio dei Gepidi. Nel giro di un centennio, le terre a est delle montagne assursero a importanti centri di riferimento degli Anti e degli Sclaveni; gli idronimi e i toponimi di origine slava dimostrano altresì la presenza dei Protoslavi nelle regioni a ovest dei Carpazi.
Gli Avari, una popolazione nomade di lingua turcica, sottomise i gepidi nel 568 e dominò la pianura pannonica fino all'800 circa. Nel frattempo, i bulgari avevano già stabilito un potente impero nel 670 che includeva la Dobrugia e altri territori lungo il Basso Danubio: la Bulgaria adottò ufficialmente la variante ortodossa del cristianesimo nell'864. Un conflitto armato scoppiato tra il Primo impero e i nomadi ungari costrinse i secondi a partire dalle steppe pontiche e diede il via, intorno all'895, alla conquista del bacino dei Carpazi. La descrizione del loro processo di occupazione è compiuta dalle Gesta Hungarorum, redatte comunque qualche secolo dopo, ma l'opera risulta importante per gli storici rumeni in quanto compie il primo riferimento a terre governate da un duca di etnia rumena, tale Gelou. La stessa fonte menziona pure la presenza dei Siculi, in Crişana, intorno all'895. I primi riferimenti medievali nelle regioni che ora formano la Romania al popolo rumeno, un tempo conosciuti come valacco, risale ai secoli XII e XIII. Da quel momento, i riferimenti ai Valacchi si fanno più comuni, e permettono di comprendere che essi si erano concentrati a sud del Basso Danubio.
Il Banato, la Crişana e la Transilvania finirono accorpati al Regno d'Ungheria nell'XI secolo: queste regioni furono oggetto di intendi saccheggi da parte dei nomadi Peceneghi e Cumani, i quali dominavano le pianure a est delle montagne. I monarchi ungheresi incoraggiarono l'immigrazione di coloni dall'Europa occidentale in Transilvania a partire dal 1150. I discendenti di coloro che giunsero, conosciuti come sassoni di Transilvania dall'inizio del Duecento, ricevettero dei privilegi collettivi nel 1224. A causa dell'insediamento dei sassoni nei territori che prima occupavano, i siculi furono trasferiti nelle zone più orientali del regno. L'emergere dell'impero mongolo nelle steppe eurasiatiche nei primi decenni del XIII secolo ebbe effetti duraturi sulla storia della regione. I mongoli soggiogarono i Cumani nel 1230 e distrussero molti insediamenti in tutto il Regno d'Ungheria nel 1241 e nel 1242, costituendo una tappa significativa nella storia rumena.
Dopo tale parentesi storica, vide la luce tra i Carpazi e il Danubio inferiore la Valacchia, il primo Stato medievale indipendente, istituito da Basarab I (1310 circa-1352). Questi mise fine alla sovranità del re ungherese con la sua vittoria nella battaglia di Posada, nel 1330. L'indipendenza della Moldavia, a est dei Carpazi, la raggiunse invece da Bogdan I (1359-1365), un nobile di Maramureș che guidò una rivolta contro il vecchio sovrano nominato dal monarca magiaro. L'indipendenza dei due principati, tuttavia, appariva difficile da preservare e il vassallaggio assunse un ruolo predominante nella politica dacia. Sebbene la Valacchia avesse reso omaggio all'impero ottomano dal 1417 e alla Moldavia dal 1456, i due rispettivi monarchi medievali, Mircea il Vecchio (1386-1418) e Ștefan III cel Mare (1457-1504) condussero comunque operazioni militari contro i turchi, terminate tra l'altro spesso con delle vittorie. A livello economico, il commercio dei due principati con altre mete europee iniziò a diminuire dopo gli ultimi decenni del XV secolo: prima di tale momento storico, la vendita di pellame, grano, miele e cera al Sacro Romano Impero, Venezia e alla Polonia, così come l'importazione di seta, armi e altri manufatti di queste aree erano invece molto diffusi.
Nelle terre sottoposte alla corona ungherese, si assistette, nei secoli finali del Medioevo, ad una serie di cambiamenti. Si verificò in primis una frammentazione religiosa dei contadini rumeni, con quelli di fede ortodossa esenti dalla decima, una tassa ecclesiastica imposta invece a tutti i cittadini cattolici. In campo politico, gli aristocratici rumeni persero lentamente la capacità di partecipare alle scelte decisionali, poiché i monarchi del XIV secolo iniziarono ad agire in una zelante ottica filo-cattolica. La loro posizione peggiorò ulteriormente dopo il 1437, quando fu formata la cosiddetta Unione delle tre nazioni (Unio Trium Nationum), un'alleanza dei nobili ungheresi, siculi e sassoni, per reprimere la grande rivolta transilvana di Bobâlna. Stefano III di Moldavia, detto il Grande, garantì una maggiore stabilità e fece vivere una grande stagione storica alle terre sottoposte al suo dominio fino alla sua morte, avvenuta nel 1504. A seguito di tale evento, la Romania odierna visse anni incerti, alternati da quiete e conflitti, fino alla soppressione delle entità indipendenti o semi-indipendenti esistenti ad opera degli ottomani tra 1529 e 1530.

## Tra Tarda Antichità e Alto Medioevo

### Contesto storico: le province romane e le tribù native

La Dacia nel II secolo d.C.

I contatti tra la repubblica romana e i nativi originari delle regioni geografiche che oggi compongono la Romania iniziarono nel II secolo a.C. Queste regioni erano abitate da daci, bastarni e altri popoli le cui incursioni, complice l'espansione raggiunta da Roma nel I secolo d.C., rappresentavano una minaccia per l'impero di recente istituzione. Inizialmente, si tentò di proteggere le frontiere con vari mezzi, inclusa la creazione di zone cuscinetto, ma con il tempo ci si rese conto che sarebbe stato meglio annettere le zone abitate dai feroci "barbari". Il territorio dei geti e dei roxolani, compreso tra il fiume Danubio e il mar Nero (moderna Dobrugia), risultò la prima regione ad essere incorporata nell'impero, confluendo poi a livello amministrativo nella Mesia nel 46 d.C.
Il Basso Danubio segnò il confine tra l'impero e il "mondo barbarico" fino a quando l'imperatore Traiano decise di espandere le frontiere sui territori controllati dal regno dacico. Questi raggiunse il suo obiettivo attraverso due campagne militari funzionali alla conquista della Dacia, la seconda delle quali si concluse con la caduta dello Stato autoctono e l'istituzione di una provincia nel 106. Grazie alle operazioni belliche, si sottomisero l'Oltenia e vaste porzioni del Banato, della Transilvania e della Valacchia. La prospettiva di nuove località in cui stanziarsi spinse molti coloni giunti "da tutto il mondo romano" nella neonata provincia della Dacia, con un processo che durò alcuni decenni.
La Dacia vedeva intorno a sé tribù indigene abitare le regioni della Crișana, del Maramureș e della Moldavia, che ora fanno parte della Romania. La provincia romana cominciò a subire dei saccheggi dalle tribù vicine, inclusi i carpi e i sarmati, a partire dagli anni 230, così come dai goti degli anni 250. Poiché appariva necessario per scopi difensivi avvicinare le frontiere a Roma, il ritiro delle legioni imperiali dalla Dacia iniziò negli anni 260. La provincia cessò ufficialmente di esistere sotto l'imperatore Aureliano (270-275), che impose il "ritiro dei romani dalle città e dalle campagne della Dacia". Le guarnigioni di stanza a Drobeta e Sucidava rimasero sulla sponda settentrionale a guardia del fiume.

### Le invasioni barbariche

#### La Scizia Minore e illimessul Basso Danubio (270 circa-700 circa)

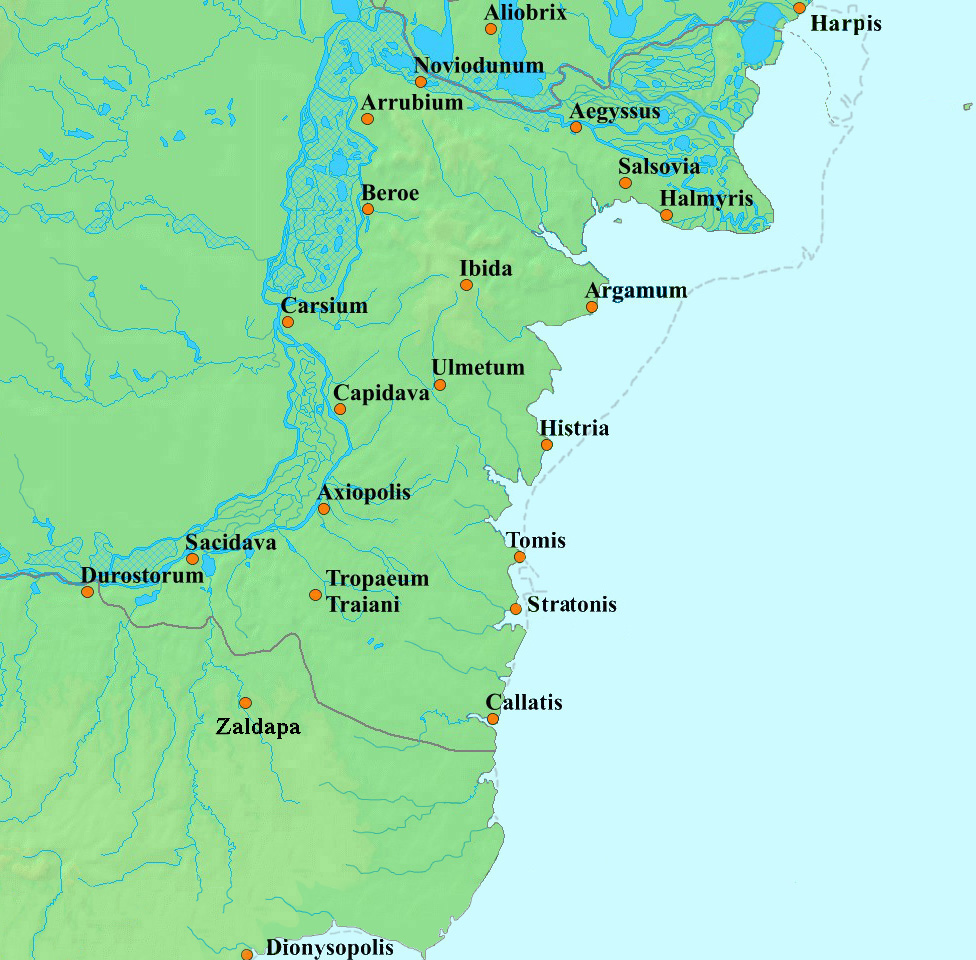
La Scizia Minore: una provincia tardoromana nata dalla divisione della vecchia provincia della Bassa Mesia intorno al 293

Il territorio compreso tra il Basso Danubio e il mar Nero rimase parte dell'impero romano, anche dopo l'abbandono della Dacia effettuato durante i tempi di Traiano. Trasformata in una provincia separata sotto il nome di Scizia Minore intorno al 293, prima del 300 i romani avevano eretto piccoli forti a Dierna e in altri luoghi sulla sponda settentrionale del Danubio, nell'odierno Banato. Nei dintorni della fortezza, sono state trovate monete romane di quell'epoca, perlopiù di bronzo.
La capillare diffusione del cristianesimo in Scizia Minore si intensificò sotto l'imperatore Diocleziano (284-305): sia lui che i tetrarchi ordinarono la persecuzione dei nuovi credenti in tutto l'impero, causando la morte di molti seguaci tra il 303 e il 313. Sotto l'imperatore Costantino (306-337), si costruirono un ponte sul Danubio a Sucidava e un nuovo forte (Constantiana Daphne), mentre le antiche strade in Oltenia affrontarono delle riparazioni. Il Basso Danubio divenne di nuovo il confine settentrionale dell'impero almeno fino al 369, come si intuisce dall'incontro dell'imperatore Valente con Atanarico, il capo dei goti, in una barca in mezzo al fiume perché quest'ultimo aveva prestato giuramento "non mettere mai piede in suolo romano".
Gli unni distrussero Drobeta e Sucidava negli anni 440, ma i forti furono restaurati sotto l'imperatore Giustiniano I (527-565). Le monete bizantine della prima metà del VI secolo ritrovate in Oltenia suggeriscono una significativa presenza militare, essendovi una predominanza di ceramiche con forme di tradizione romana. Sebbene gli imperatori bizantini effettuassero pagamenti annuali ai popoli vicini nel tentativo di mantenere la pace nei Balcani, gli avari invasero regolarmente la Scizia Minore dagli anni 580. I romei abbandonarono Sucidava nel 596 o 597, ma Tomis, che fu l'ultima città della Scizia Minore a resistere agli invasori, cadde solo nel 704.

#### A nord dellimes(270 circa-330 circa)
La Transilvania e il Banato settentrionale, facenti capo alla provincia della Dacia, non ebbero più contatti diretti con l'impero romano dagli anni 270. Non ci sono prove di invasioni patite nei decenni successivi, ma gli insediamenti e le aree circostanti di Apulum e Ulpia Traiana Sarmizegetusa subirono un processo di spopolamento. L'esistenza di comunità cristiane locali può essere ipotizzata a Porolissum, Potaissa e altri insediamenti. A onor del vero le prove a nostra disposizione, principalmente delle ceramiche che riportano i caratteri "Chi e rho" (Χ-Ρ) e altri simboli cristiani, restano "oscure e poco chiare", secondo gli archeologi Haynes e Hanson.
Le urne rinvenute nei cimiteri della fine del III secolo a Bezid, Mediaș e in altri insediamenti della Transilvania avevano chiare analogie coi siti ad est dei Carpazi, lasciando immaginare che i carpi furono i primi nuovi popoli giunti nella vecchia provincia dalle regioni limitrofe. Anche altri gruppi carpici, spinti dai goti, partirono dalla loro patria e cercarono rifugio nell'impero romano intorno al 300. Tuttavia, i "Carpo-Daci" vennero elencati tra i popoli "mescolati agli unni" fino al 379. I sarmati del Banato erano alleati di Roma, come emerge da un'invasione romana avvenuta nel 332 contro i goti, loro nemici comuni. I sarmati furono ammessi nell'impero nel 379, ma altri gruppi rimasero nelle piane del Tibisco fino al 460, quando ormai le condizioni storiche erano cambiate.

#### Gutthiuda: la terra dei Goti (290 circa-455 circa)

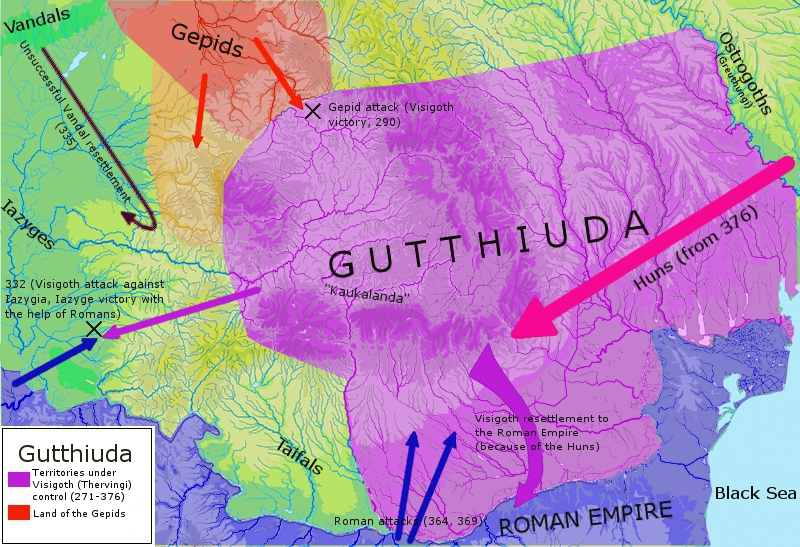
Gutthiuda, la terra dei tervingi

I goti iniziarono a penetrare nei territori a ovest del fiume Dnestr dagli anni 230: si distinsero presto tra di loro due gruppi distinti separati dal fiume, i tervingi e i grutungi. L'antica provincia della Dacia era detenuta dai "Taifali, [dai] Victufali e [dai] Tervingi" nel 350 circa.
Il successo dei goti passò per l'espansione della multietnica "cultura di Černjachov". Gli insediamenti legati a tale cultura fecero la loro comparsa in Moldavia e Valacchia alla fine del III secolo, mentre in Transilvania dopo il 330. Queste terre, abitate da una popolazione stanziale impegnata soprattutto nell'agricoltura e nell'allevamento del bestiame, ospitavano anche dei villaggi in cui gli artigiani vivevano grazie alla redditizia lavorazione della ceramica, alla fabbricazione di pettini e di altri oggetti di uso quotidiano. La ceramica fine lavorata al tornio è un oggetto tipico del periodo; si segnalano anche coppe formate a mano della tradizione locale. I vomeri, di aspetto simile a quelli realizzati nelle vicine province romane, uniti alle spille in stile scandinavo, lasciano trapelare contatti commerciali con queste regioni. La cultura di Černjachov è stata approfondita anche con riferimento all'edilizia, sulla base di zone di scavo a volte superiori a 0,2 km². Le abitazioni non erano fortificate e consistevano in due tipi di abitazioni: la casa a fossa con pareti fatte di torchis e gli edifici di superficie con pareti in legno intonacate. Le case a fossa rappresentarono per secoli la costruzione tipica degli insediamenti a est dei Carpazi, ma si diffusero alle porte dell'Alto Medioevo in zone lontane delle steppe del Ponto.

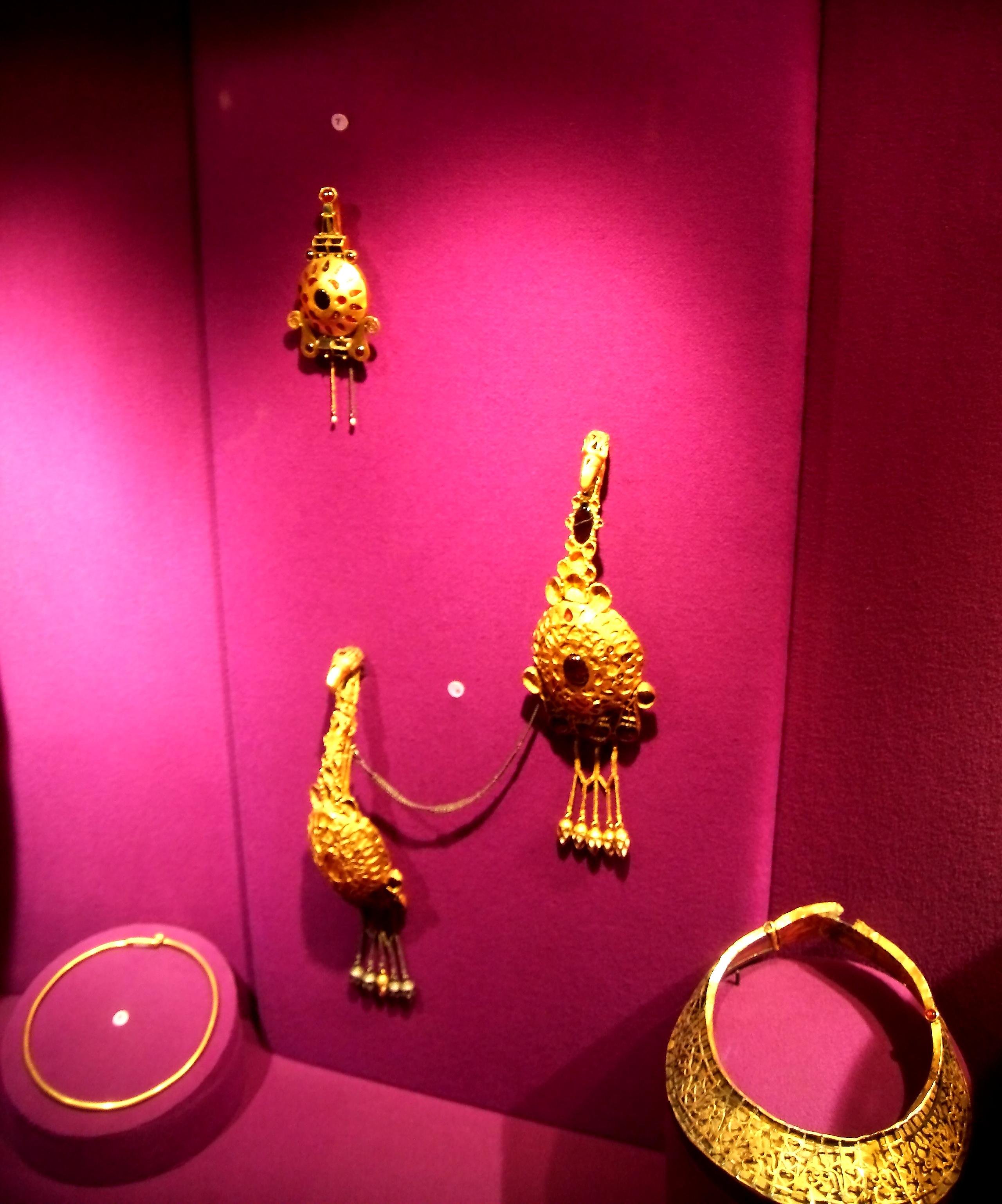
Pezzi del tesoro di Pietroasele

La multietnica Gutthiuda era divisa in unità politiche più piccole o kuni, ciascuna guidata da capi tribù o reiks. In caso di emergenza, il consiglio dei capi tribù eleggeva un capo supremo noto come iudex regum ("giudice dei re"), nel senso inteso da Sant'Ambrogio. I prigionieri di guerra cristiani furono i primi missionari a giungere tra i goti: Ulfila, anch'egli discendente di un prigioniero della Cappadocia, fu ordinato vescovo "dei cristiani in terra gotica" nel 341. Espulso dalla Gutthiuda durante una persecuzione dei cristiani, Ulfila si stabilì in Mesia nel 348.
Il dominio gotico crollò quando arrivarono gli unni e attaccarono i Tervingi nel 376. La maggior parte dei tervingi cercò asilo nell'impero romano, come fecero ampi gruppi di greutungi e taifali. Tuttavia, gruppi numerosi di goti scelsero di rimanere nei territori a nord del Danubio. Nello specifico, Atanarico "si ritirò con tutti i suoi uomini in Caucalandia" (probabilmente nella valle del fiume Olt), da dove essi "scacciarono i Sarmati". Un tesoro di monete romane emesse sotto Valentiniano I e Valente suggerisce che le porte dell'anfiteatro di Ulpia Traiana furono chiuse nello stesso periodo. Il tesoro di Pietroasele, nascosto intorno al 450, implica necessariamente la presenza di un capo tribale o religioso gotico nelle terre tra i Carpazi e il Basso Danubio. Tra le ricchezze rinvenute, si segnala una torque recante l'iscrizione GUTANI O WI HAILAG, interpretata da Malcolm Todd come "Dio che protegge i Goti, santissimo e inviolato".

#### Gepidia:terra dei Gepidi (290 circa-630 circa)

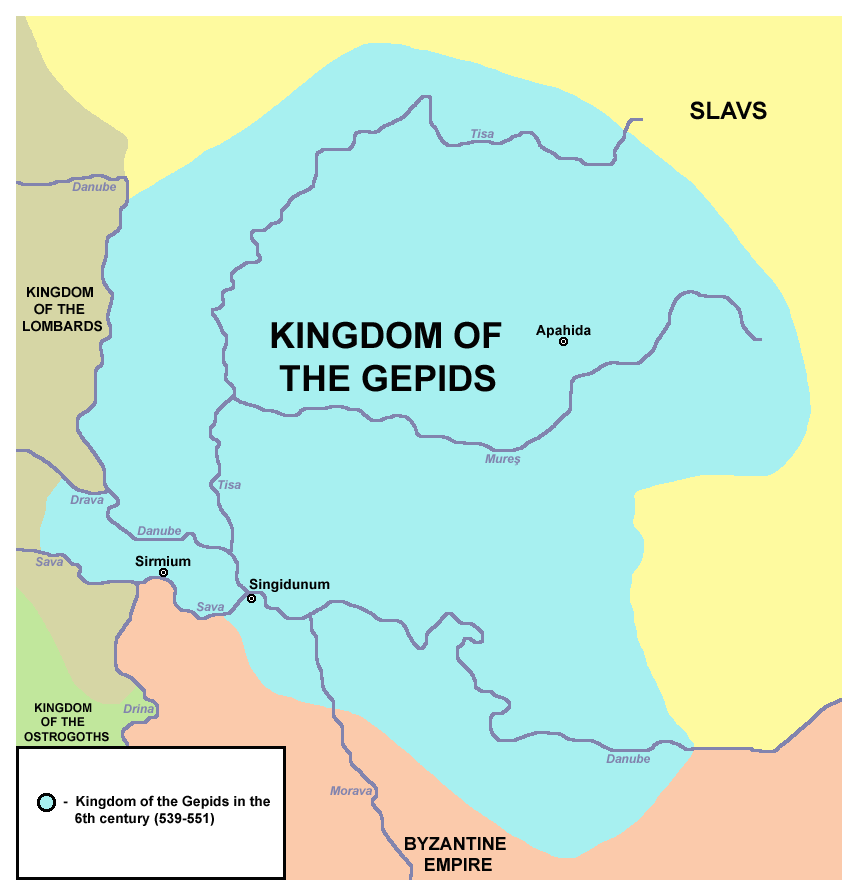
La Gepidia nella sua massima estensione territoriale

Il primo riferimento ai gepidi, una tribù germanica orientale strettamente imparentata coi goti, compare in un panegirico del 291. L'anonimo autore riferiva che i tervingi si unirono alla "battaglia coi Vandali e i Gepidi" avvenuta a quel tempo. Il centro di una delle prime Gepidia, situata nelle pianure a nord-ovest dei monti Meseş, appare localizzato intorno a Șimleu Silvaniei, dove sono stati portati alla luce preziosi oggetti di provenienza romana dell'inizio del V secolo.
Gli unni imposero la loro autorità sui gepidi negli anni 420, ma questi rimasero uniti sotto il governo del loro re di nome Ardarico. Sebbene fosse uno dei favoriti di Attila, questi diede vita a una rivolta contro gli unni quando il condottiero morì nel 453. I gepidi riconquistarono la loro indipendenza e "governarono da vincitori l'estensione di tutta la Dacia".

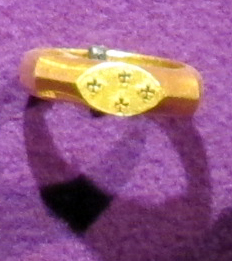
Anello d'oro con croci rinvenuto nella necropoli di Apahida

Le tre tombe sontuose rinvenute ad Apahida testimoniano la ricchezza accumulata dai reali gepidi attraverso i loro legami con l'impero romano d'Oriente. Un anello d'oro con delle croci trovato in una delle sepolture implica la fede cristiana del suo proprietario. Giovanni di Biclaro si riferisce a un vescovo ariano dei gepidi, lasciando intendere che essi adottarono il cristianesimo attraverso i loro contatti coi goti ariani.
I nuovi insediamenti fondati all'inizio dell'epoca medievale lungo i fiumi Mureș, Someș e Târnava riflettono un periodo di tranquillità vissuto dalla Gepidia fino al 568 circa. La gente comune in Biharia, Cenad, Morești e altre regioni storiche viveva in case a fossa coperte da tetti a capanna, ma senza focolari o forni. L'agricoltura continuava a rivestire un ruolo essenziale nella società di allora, ma telai, pettini e altri prodotti testimoniano una certa attenzione all'artigianato. I contatti commerciali tra la Gepidia e le regioni lontane emergono da ritrovamenti di perline d'ambra e spille fabbricate nella Crimea, in Masovia o in Scandinavia.
L'invasione avara del 568 pose fine all'indipendenza della Gepidia: le fonti scritte testimoniano comunque la sopravvivenza dei gruppi gepidi all'interno dell'impero degli avari. In un resoconto relativo all'anno 599 o 600, le truppe romane orientali "si imbatterono in tre insediamenti Gepidi" nelle piane del Tibisco.

#### Impero unno (400 circa-460 circa)

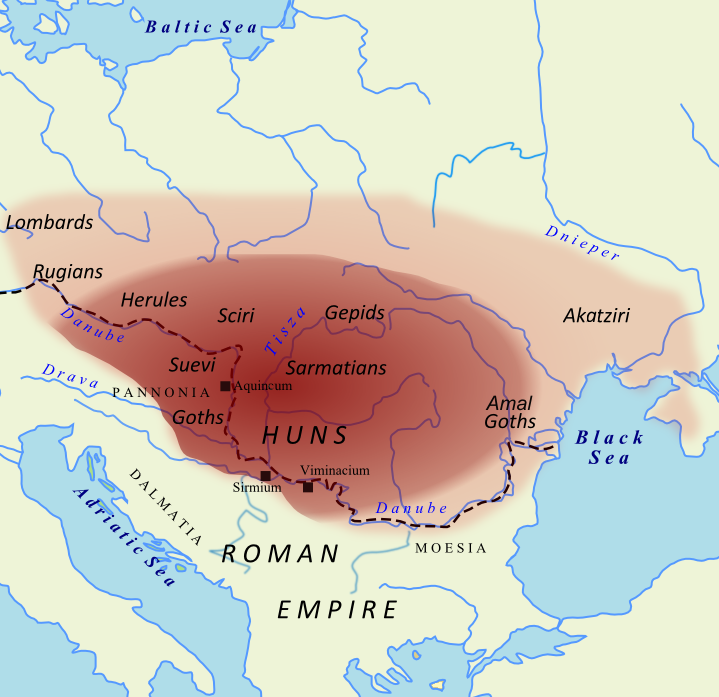
L'impero unno intorno al 450

Gli unni, un popolo di origine incerta, erano nomadi già conosciuti negli anni 370 come coloro che vagavano "con i carri" e per essere bravi arcieri a cavallo. Grazie alla loro abilità militare, riuscirono a imporre la loro autorità su un numero crescente di popoli vicini. Il loro primo sovrano la cui sede si trovava nella regione del Basso Danubio fu Uldino, inizialmente un importante alleato e successivamente un nemico dell'impero romano d'Oriente tra il 401 e il 408.
Costantinopoli pagò un tributo annuale agli unni dal 420, evento che consentì a tale popolo di accrescere, da un lato, il proprio potere e, dall'altro, di incutere il profondo timore di subire aggressioni in Europa occidentale. L'introduzione di una monarchia centralizzata emerge in un rapporto scritto da Prisco di Panion, un ambasciatore romano orientale inviato al capo degli unni, Attila, nel 448. A quel tempo, il gotico era ampiamente parlato nella corte reale poiché "i sudditi degli Unni" si esprimevano, "oltre che con le proprie lingue barbare, cioè l'unno o il gotico, in latino", poiché intrattenevano rapporti commerciali con l'impero romano d'Occidente.
Gli unni imposero la loro autorità su popoli non nomadi. Prisco di Panion riferisce alcuni dettagli interessanti sulla vita quotidiana del tempo, quando parla di in un villaggio in cui lui e il suo seguito venivano riforniti "di miglio invece che di grano", oltre che di "medos (idromele) al posto del vino". Nel 453, la morte improvvisa di Attila scatenò una guerra civile tra i suoi figli. I popoli sottomessi all'autorità dagli asiatici si ribellarono e ne uscirono vincitori nella battaglia del fiume Nedao del 454. I sopravvissuti tra le file degli unni si ritirarono nelle steppe del Ponto e a uno dei loro gruppi fu consentito di stabilirsi nella vecchia Scizia Minore nel 460.

## Alto Medioevo

### Tra unni e avari (450 circa-550 circa): l'origine dei rumeni
Gli ultimi oggetti affiliati alla cultura di Černjachov, un tempo diffusi in Gutthiuda, risalgono al massimo al 430. Secondo Coriolan H. Opreanu, la medesima fase storica si distingue per "ondate migratorie" che causarono l'abbandono di molti villaggi e la comparsa di nuovi insediamenti. Botoșana, Dodești, e altri siti ad est dei Carpazi dimostrano la semplificazione delle forme della ceramica e un declino nell'uso del tornio da vasaio, prima assai diffuso, a partire dal 450. Intorno allo stesso tempo, in Moldavia e Valacchia comparvero case a fossa con forni in pietra o argilla, le quali componevano insediamenti poco vasti, ovvero dalla dimensione inferiore a 0,05 km². I locali praticavano una "forma di agricoltura itinerante", invece di concimare il suolo; le differenze nella ceramica locale indicano la coesistenza di comunità isolate l'una dall'altra e separate da paludi, foreste o colline. Nel campo dei reperti, si passa infatti dalla Cândești del tempo, che produsse una quantità significativa di ceramica lavorata al tornio, a Târgșor, caratterizzata da vasi temperati a schegge schiacciate, fino a un campione dei vasi più comuni della "cultura di Kolochin" nella valle di Budureasca.
Si ha notizia di pochi luoghi di sepoltura risalenti alla seconda metà del V secolo, da cui emerge comunque una predominanza dell'uso della cremazione rispetto a urne o fosse. Un'eccezione significativa è l'enorme necropoli birituale scoperta a Sărata-Monteoru, la quale ospita più di 1.600 sepolture a cremazione, sia in urne cinerarie che in fosse prive di urne. Dei piccoli cimiteri con tombe a inumazione sono stati trovati a Nichiteni e Secuieni.
Giordane, Procopio di Cesarea e altri autori del VI secolo impiegano i termini "sclaveni" e "anti" (o varie forme simili) per riferirsi, durante la loro epoca, ai popoli che abitavano il territorio a nord del Basso Danubio. Gli anti lanciarono la loro prima campagna sul Basso Danubio nel 518: dopo aver concluso un trattato con l'impero romano d'Oriente nel 545, gli sclaveni iniziarono a saccheggiare le province balcaniche. Entrambi i gruppi etnici catturarono molti prigionieri di guerra durante le loro incursioni, ma si dimostrarono pronti ad integrarli nella propria società "come uomini liberi e amici".
I nomi dei primi comandanti del VI secolo degli sclaveni o degli anti sono sconosciuti. Ciò supporta le affermazioni degli autori antichi secondo cui entrambi i gruppi etnici vivevano "sotto una democrazia". La stessa conclusione può essere tratta dal rapporto di Procopio del falso Chilbudio (un giovane servo degli anti che "parlava la lingua latina"), inviato dai suoi conterranei a negoziare con l'impero romano d'Oriente nel 545.
La scomparsa di monete di bronzo e d'oro dai siti a nord del Basso Danubio dimostra una "chiusura economica della frontiera" ad opera di Costantinopoli tra il 545 e il 565. Lo stesso periodo è caratterizzato da una tendenza all'unificazione culturale in realtà quali la Moldavia, l'Oltenia e la Valacchia. I vasi fatti a mano, a causa delle incisioni molto simili, dimostrano l'"esistenza di un insieme di simboli interregionali condivisi" da ceramisti o consumatori. Pentole, spirali a fuso e altri oggetti decorati con croci o svastiche sono state rinvenute a Cândeşti, Lozna e altre località. Infine, l'impiego di tegami di argilla fatti a mano per cuocere il pane dimostra che esso si stava diffondendo dalle regioni a sud e ad est dei Carpazi, verso le terre oltre il Dnestr e il Basso Danubio.

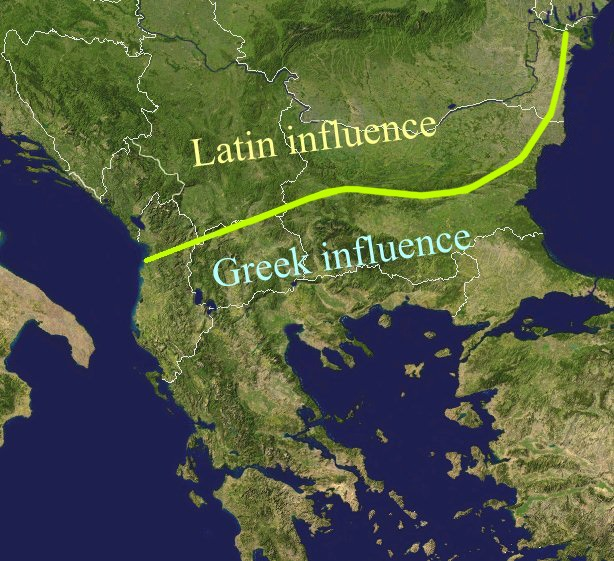
La "linea Jireček"

In una fase storica di grandi cambiamenti cominciò a conformarsi anche una proto-identità rumena, quanto meno a livello linguistico. I rumeni si esprimono in un idioma che deriva dai dialetti delle province romane a nord della "linea Jireček". Questa barriera virtuale divideva, in epoca romana, i territori delle province meridionali prevalentemente di lingua greca da quelle dove il latino era l'idioma più usato. Il passaggio al proto-rumeno dal latino volgare emerge storicamente per la prima volta dalle parole "torna, torna, fratre" ("girati, girati, fratello"), scoperte nella descrizione di un'azione militare dell'impero romano d'Oriente nel 587 o 588. Il soldato, che le gridava "nella sua lingua nativa", parlava un dialetto romanzo orientale dei Balcani.
Grigore Nandris, analizzando il vocabolario rumeno, suggerisce che gli antenati dei rumeni furono "ridotti a una vita pastorale in montagna e ad attività agricole vicine ai loro pascoli" in seguito al crollo del dominio romano. Un gran numero di termini rumeni di origine incerta appaiono legati alla zootecnia: è il caso di baci ("capo pastore"), balegă ("sterco"), e brânză ("formaggio"). Diverse parole relative a una forma più stabile di allevamento di animali sono prestiti dallo slavo, tra cui coteţ ("pollaio"), grajd ("stalla") e stână ("ovile"). Il rumeno ha comunque conservato i termini latini per l'agricoltura e i nomi latini di alcune colture, ma si tratta di una percentuale minore rispetto allo slavo. Il legame con il latino emerge da parole quali a ara ("arare"), a semăna ("seminare"), a culege ("raccogliere"), a secera ("raccogliere"), grâu ("grano"), in ("lino") e furcă ("forcone"), mentre a croi ("tagliare"), a plivi ("diserbare"), brazdă ("solco"), cobilă ("linea di aratro"), coasă ("falce"), lopată ("pala") e molti altri sostantivi sono prestiti linguistici slavi.
Anche in ambito religioso il vocabolario rumeno presenta divisioni, con un piccolo numero di termini di base conservati dal latino e un numero significativo di prestiti tratti dall'slavo ecclesiastico antico. Il rumeno non ha conservato alcun termine latine legato alla società urbanizzata. A titolo di esempio, sat ("villaggio") deriva da un prestito albanese e non è stato direttamente ereditato. L'espressione in rumeno medievale obște ("comunità del villaggio") deriva dallo slavo, mentre hotar ("confine") è di origine ungherese.
L'etnogenesi dei rumeni non può essere compresa basandosi esclusivamente su fonti scritte, in quanto i primi resoconti a loro inerenti si devono a storici bizantini. Riferendosi alla popolazione di lingua romanza dell'Europa sudorientale, le fonti altomedievali impiegavano l'esonimo valacco o un qualche sostantivo affine, tutti derivati dal termine proto-slavo comune utilizzato per indicare chi parlava la lingua latina. Le fonti coeve si riferiscono ai valacchi come agli abitanti dei territori centrali della penisola balcanica.

### Khaganato avaro (565 circa-800 circa)
Gli avari occuparono la Gepidia nel 567, meno di un decennio dopo il loro arrivo in Europa: si trattava perlopiù di pastori nomadi, stanziatisi poi senza più spostarsi nelle pianure. Le staffe scoperte a Sânpetru German sono tra i primi ritrovamenti in Romania attribuiti agli avari. Il commercio dei prodotti agricoli assunse all'epoca un ruolo importante, con prodotti scambiati tra comunità di agricoltori insediatisi nei loro domini e popoli vicini sottoposti alla loro autorità. Nel 578, Giustino II assoldò gli avari per attaccare gli sclaveni, i quali avevano allora ripreso i loro saccheggi contro l'impero. Si iniziano a registrare anche i nomi di alcuni comandanti sclaveni per la prima volta: uno di loro, Musocius, "era chiamato rex in lingua barbarica".
Le tombe di individui di sesso maschile interrati insieme a cavalli trovate ad Aiud e Band, cioè nei pressi di miniere di sale, attestano con certezza l'insediamento degli avari in Transilvania all'inizio del VII secolo. Degli speroni, mai trovati nel contesto avaro ma ampiamente utilizzati nei territori degli slavi occidentali, sono stati portati alla luce a Șura Mică e a Medişoru Mare, suggerendo l'impiego di cavalieri non avari nell'VIII secolo.
I grandi cimiteri della fase tardo-avara, utilizzati da diverse generazioni tra il 700 e l'800 circa, implicano "un grado avanzato di sedentarietà" dell'intera società. Il khaganato cadde sotto i colpi delle tre campagne franche ordinate da Carlo Magno contro i territori avari tra il 791 e l'803. Poco dopo, i bulgari attaccarono gli avari da sud-est, e Carlo Magno spinse definitivamente i gruppi avari a spostarsi in Pannonia.

### Affermazione di nuove potenze (600 circa-895 circa)
La regione del Basso Danubio conobbe un periodo di stabilità dopo l'istituzione dello Stato avaro. I siti archeologici presenti in Moldavia, Oltenia e Valacchia si distinguono per la crescente popolarità di vasi fatti a mano con impronte di dita e da un calo dei cimiteri comuni. Anania di Shirak, un geografo armeno del VII secolo, descrisse il "grande paese della Dacia" come abitato da slavi facenti capo a "venticinque tribù" più o meno distinte.

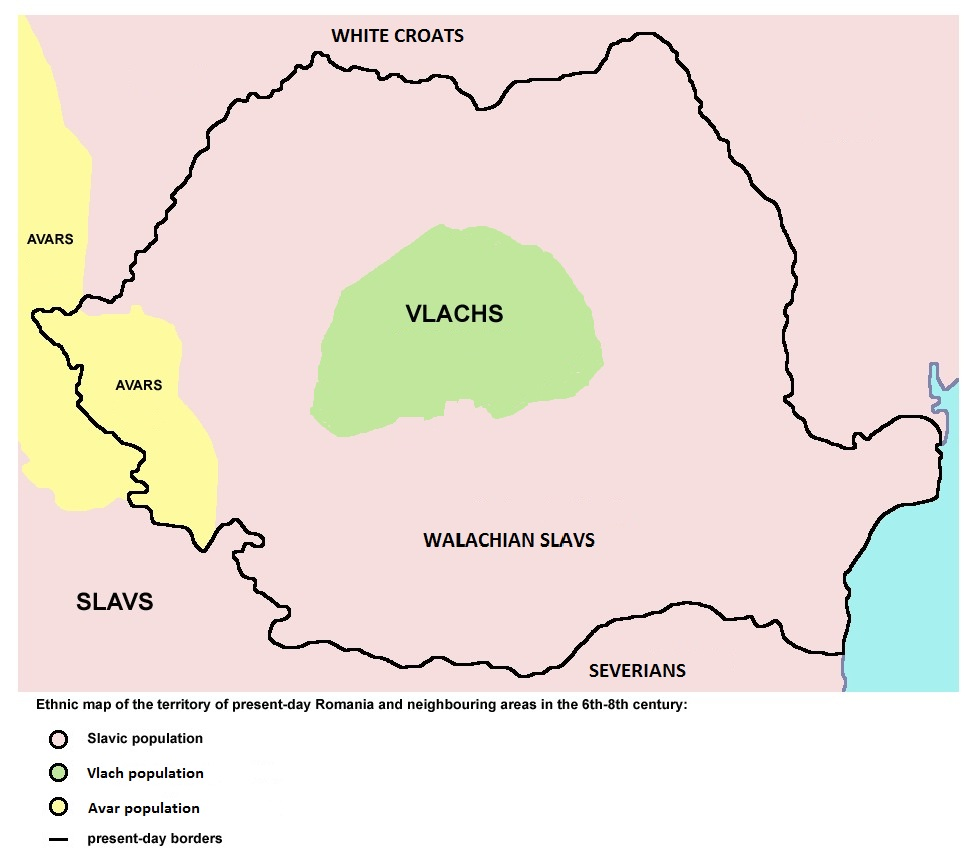
La distribuzione etnica nel territorio dell'attuale Romania e nelle aree limitrofe nell'VIII secolo. Ricostruzione di Matjaž Klemenčič e Mitja Žagar

I villaggi composti da case di fossa con forni in pietra comparvero in Transilvania intorno al 600. La presenza umana stava andando verosimilmente estendendosi lungo i fiumi Mureş, Olt e Someş; tale ipotesi è avvalorata dal cosiddetto "gruppo Mediaş" di cimiteri crematori o misti, scavato e portato alla luce vicino alle miniere di sale. Il vocabolario ungherese e rumeno sull'estrazione del salgemma derivava dallo slavo, circostanza che lascia immaginare come gli slavi avessero lavorato nelle miniere per secoli. Il Bistrița ("rapido"), il Crasna ("bello" o "rosso"), il Sibiu ("corniolo"), e molti altri fiumi e insediamenti con nomi di origine slava testimoniano anche la presenza di questa etnia in Transilvania.
I bulgari di lingua turca arrivarono nei territori ad ovest del fiume Dniester intorno al 670: alla battaglia di Ongal sconfissero l'imperatore bizantino Costantino IV nel 680 o 681, occupando la Dobrugia e fondando il Primo impero bulgaro. In tempi rapidi, essi imposero la loro autorità su alcune delle tribù vicine: la grande varietà dei riti funerari evidenzia il carattere multietnico assunto dall'impero bulgaro. Anche i bulgari rimanevano divisi sotto questo aspetto; alcuni di loro praticavano l'inumazione e altri la cremazione. All'inizio, esisteva una netta distinzione tra i bulgari e i loro sudditi, ma quando iniziò un processo di slavizzazione dei primi le divergenze si assottigliarono.
Opreanu ritiene che la "nuova sintesi di elementi" nota come "cultura Dridu" si sviluppò nella regione del Basso Danubio intorno al 680. Gli insediamenti di recente fondazione e i grandi cimiteri realizzati evidenziano che la regione aveva sperimentato un costante aumento demografico nell'VIII secolo. I grandi insediamenti "Dridu" non fortificati erano caratterizzati da case a fossa tradizionali: tuttavia, alcune si differenziano per via della presenza di un pianterreno, come nel caso di quelle ritrovate a Dodeşti, Spinoasa e in altre località.

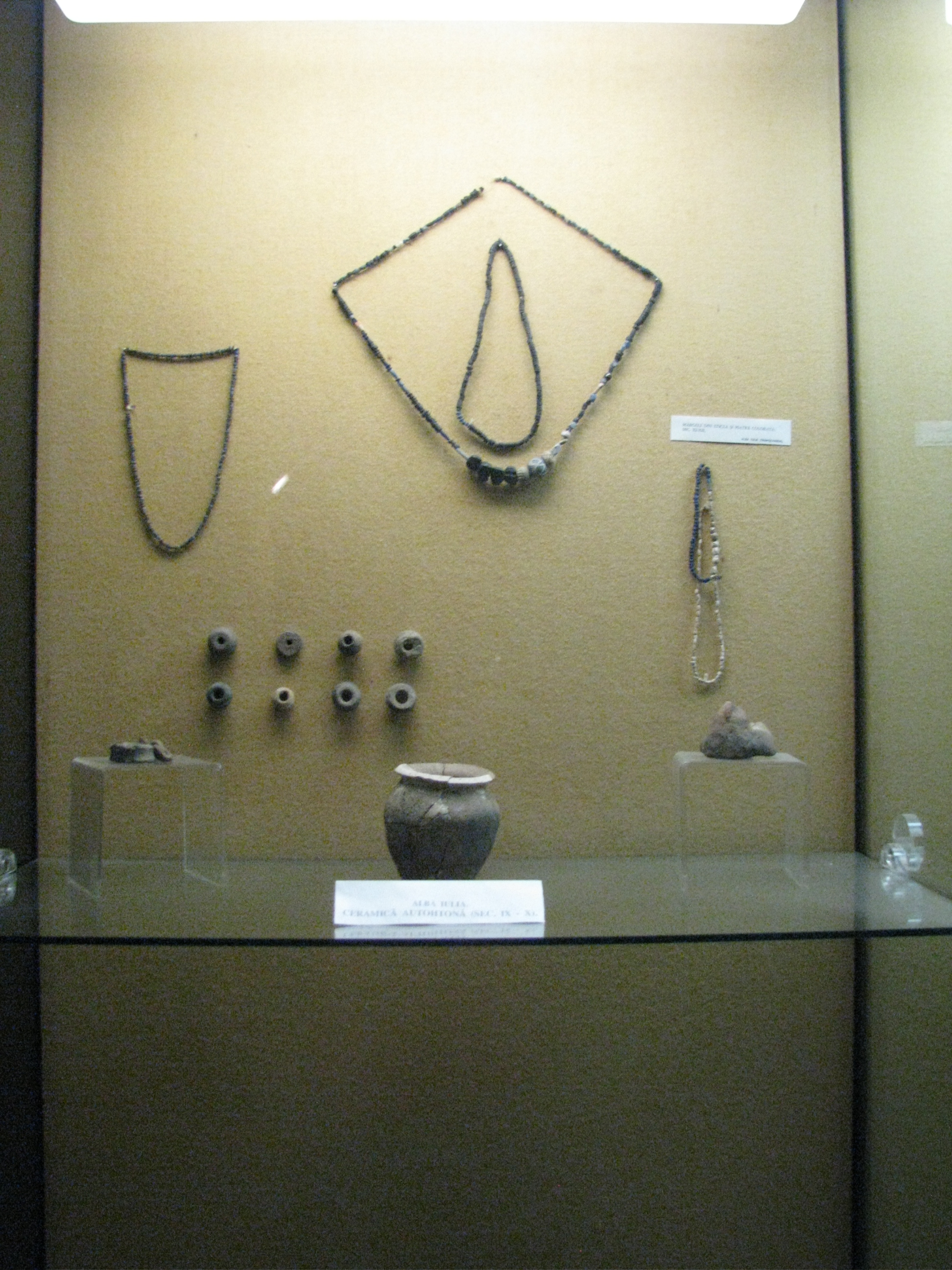
Ceramiche e oggetti del IX-XI secolo scoperti nella zona di Alba Iulia, museo nazionale cittadino dell'Unione

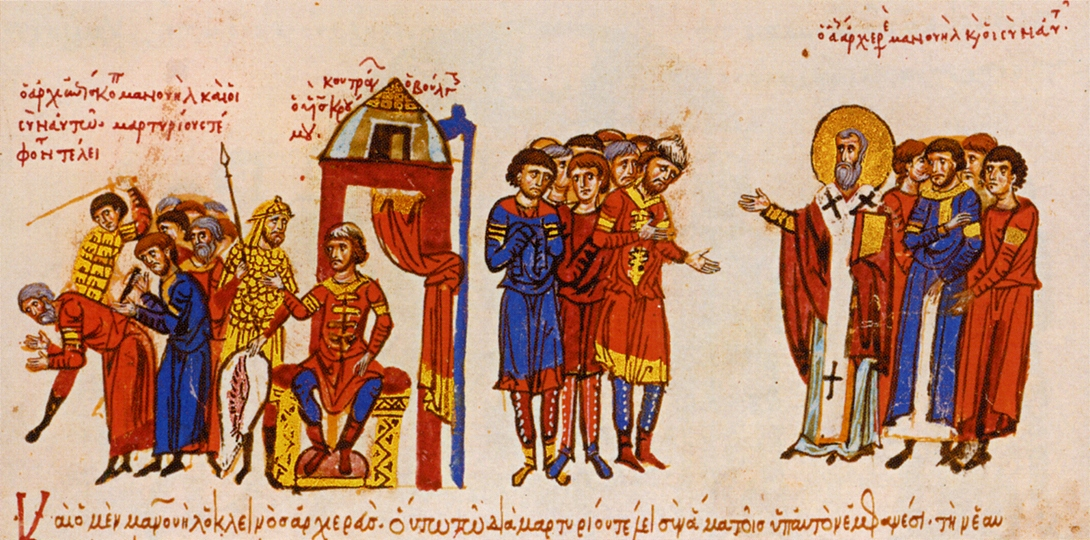
Omurtag ordina la persecuzione dei cristiani nel suo impero

Le comunità "Dridu" producevano e impiegavano ceramica fine grigia o gialla, ma i vasi fatti a mano apparivano ancora predominanti. Delle anfore grigie di ottima fattura sono state segnalate anche nei cimiteri "Blandiana A" del IX secolo nell'area di Alba Iulia, che costituisce una sorta di "enclave culturale" in Transilvania. Vicino a questi luoghi di sepoltura, le necropoli di tombe portare alla luce con orientamento ovest-est formano il particolare "gruppo Ciumbrud". Gli accessori femminili catalogati in loco sono sorprendentemente simili a quelli dei cimiteri cristiani in Bulgaria e Grande Moravia. Di epoca lievemente precedente risultano i cimiteri crematori del "Gruppo Nuşfalau-Someşeni", nella Transilvania nordoccidentale, coi caratteristici tumuli dell'VIII e IX secolo, di aspetto simile ai kurgan dei territori degli slavi orientali.
Florin Curta sottolinea come gli autori alto-medievali raramente si sono soffermati sulla condizione storica vissuta dall'Europa sudorientale di allora. Ci si deve pertanto accontentare di fugaci richiami: è il caso degli Annales Regni Francorum, che parlano degli obodriti, collocati "nella parte di Dacia adiacente al Danubio, vicino al confine bulgaro", in occasione dell'arrivo dei loro inviati ad Aquisgrana nell'824. Il territorio della Bulgaria crebbe per influenza sotto Krum (803 circa-814), in virtù della conquista di Adrianopoli e dell'obbligo imposto ad almeno 10.000 cittadini abitanti di stabilirsi a nord del Basso Danubio nell'813. Le ambizioni di suo figlio Omurtag (814-831) nelle regioni dei fiumi Dnepr e Tibisco si intuiscono sulla base di due colonne erette in memoria dei capi militari bulgari annegati in questi corsi d'acqua durante le campagne militari. Arnolfo di Carinzia inviò, nell'894, degli ambasciatori alla corte del Primo impero per "chiedere che non vendessero sale ai Moravi", circostanza che suggerisce il controllo dei bulgari sulle miniere di sale della Transilvania o, quanto meno, sulle strade che conducevano alla Moravia.
Nello stesso anno, i nomadi ungari, arrivati nella regione del Basso Danubio dalle steppe dell'Europa orientale nell'837 o nell'838, furono assoldati nella guerra in corso tra la Bulgaria e l'impero bizantino tra le file di quest'ultimo. I traci si rivolsero a loro volta a un'altra bellicosa tribù nomade, quella dei peceneghi, al fine di colpire i magiari da est, mentre al contempo i bulgari stessi li attaccavano da sud. I due assalti congiunti si rivelarono talmente devastanti da spingere gli ungari ad attraversare i Carpazi alla ricerca di una nuova terra dove insediarsi.

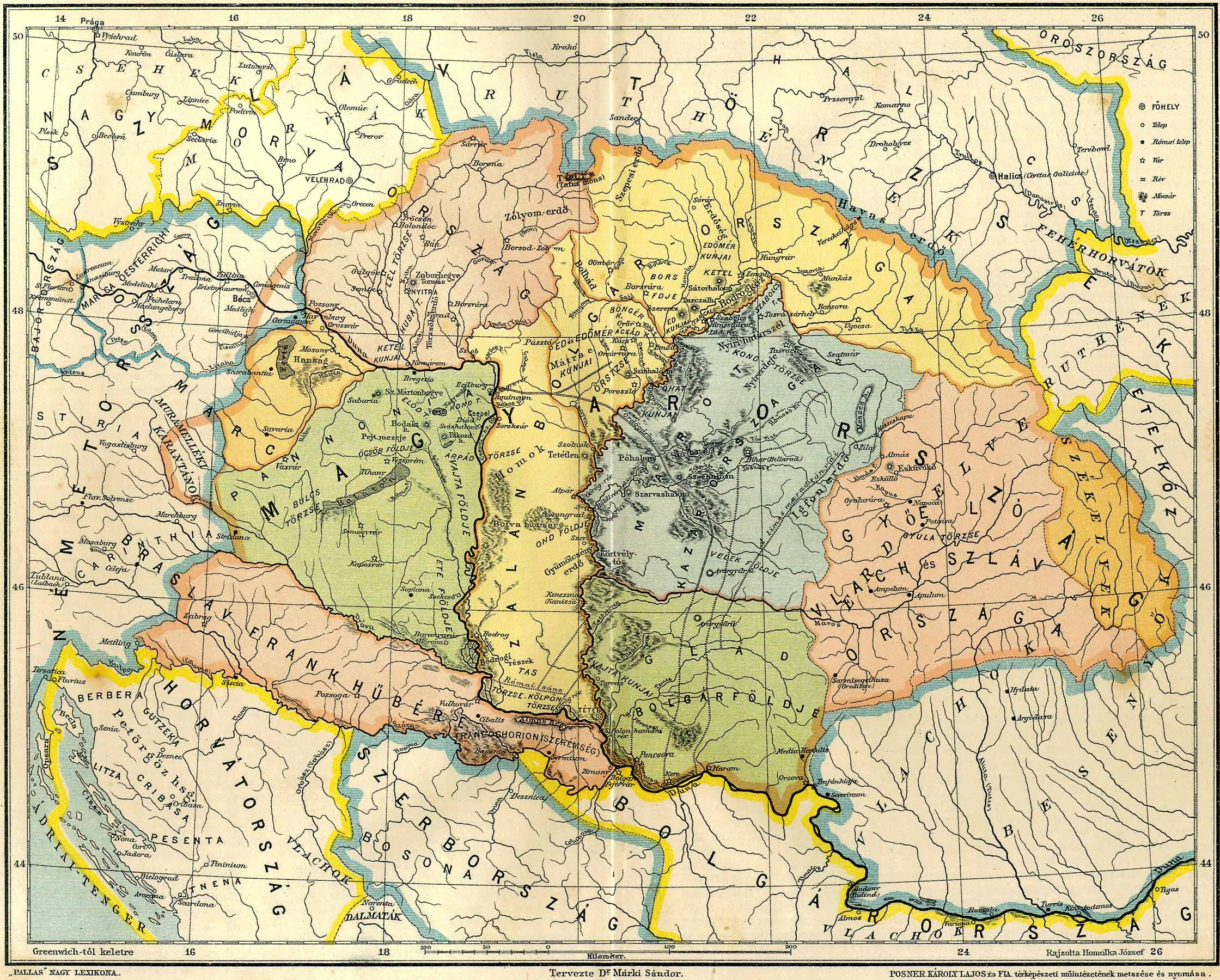
La pianura pannonica alla vigilia della honfoglalás: la mappa si basa principalmente sulla narrazione delle Gesta Hungarorum

Circa 300 anni dopo, l'anonimo autore delle Gesta Hungarorum realizzò un elenco completo delle comunità politiche e dei popoli della pianura pannonica a cavallo tra il IX e il X secolo. L'opera si concentra sulla conquista magiara del territorio appena citato (honfoglalás), ma non menziona mai Simeone I di Bulgaria, Svatopluk di Moravia e gli oppositori dei conquistatori riferiti da fonti coeve. L'autore individua invece una serie di personaggi sconosciuti ad altri cronisti, ragion per cui si dibatte sulla reale storicità di essi. Nelle Gesta Hungarorum, si parla innanzitutto di Menumorut, al governo "[de]i popoli che sono chiamati Kozár"a Crișana. Inoltre, si riferisce dei siculi ("in precedenza facenti parte dei popoli di re Attila"), che vissero nel territorio per secoli finendo poi per unirsi, attraverso un processo pacifico, agli invasori ungari. Il Banato, secondo il cronista anonimo, era governato da Glad, giunto quando avvennero le lotte "dal castello di Vidin", cioè forse da dove amministrava le sue terre. Di Glad si dice che nel suo esercito figurassero "Cumani, Bulgari e Valacchi". In ultimo, l'autore descrive Gelou, "un certo valacco" al potere in Transilvania, terra abitata da "Valacchi e Slavi". I sudditi di quest'ultimo sono descritti come abitanti che "ave[vano] patito molte angherie ad opera dei Cumani e dei Peceneghi".

### Il Primo impero bulgaro dopo la conversione (864-1018)
Boris I, il sovrano della Bulgaria, si convertì al cristianesimo ortodosso nell'864: egli promise la possibilità di celebrare le liturgie in volgare, dichiarando altresì lo slavo ecclesiastico antico la lingua ufficiale nella Chiesa ortodossa bulgara nell'893. Uno dei primi esempi di cirillico, un alfabeto fortemente associato alla liturgia slava, è stato trovato a Mircea Vodă, in Romania. L'iscrizione cirillica del 943 fa riferimento allo "zupano Dimitrie".
Le truppe romee occuparono vaste porzioni della Bulgaria, inclusa la moderna Dobrugia, sotto l'imperatore Giovanni I Zimisce (969-976); dopo la sua morte, scoppiò una rivolta anti-bizantina guidata da quattro fratelli della famiglia dei Cometopuli. Uno di essi, Davide, finì ucciso per mano dei valacchi nell'attuale regione di confine tra Grecia e Macedonia del Nord. Nel 1018, i romei sottomisero l'intero territorio dell'impero bulgaro e l'arcivescovo di Ocrida acquisì giurisdizione ecclesiastica nel 1020 sui valacchi che vi abitavano.

### Gli ungari nel bacino carpatico (895 circa-1000 circa)

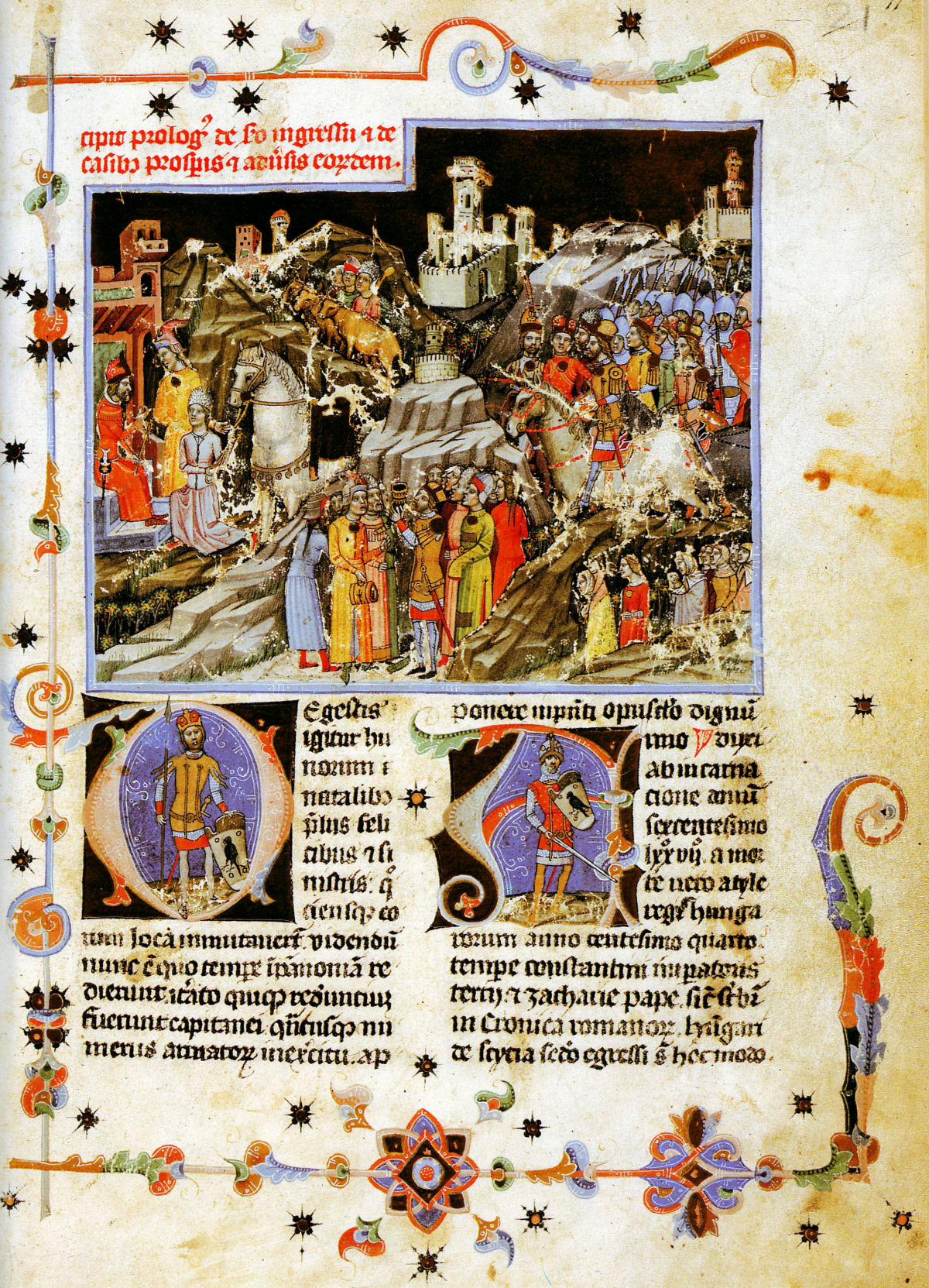
La Conquista magiara raffigurata nella Chronica Picta

La strada intrapresa dagli ungari attraverso i Carpazi quando iniziarono la conquista della pianura pannonica varia da fonte a fonte. Secondo le Gesta Hungarorum, gli ungari discesero attraverso i passi settentrionali verso le pianure, aggirando la Transilvania, e dando il via all'invasione delle regioni ad est del Tibisco solo dopo la conquista delle regioni occidentali. Le Gesta Hungarorum riferiscono che il valacco Gelou di Transilvania perì combattendo gli ungari, mentre i suoi sudditi elessero «come loro signore Tétény», un comandante magiaro. L'anonimo riporta altresì la sconfitta di Menumorut, ma sostiene che questi preservò il suo governo in Crişana fino alla sua morte concedendo sua figlia in sposa a Zoltán, discendente di Árpád e capo degli ungari. In un resoconto contrastante, la Chronica Picta riferisce degli ungari in fuga attraverso i passi orientali dei Carpazi verso la Transilvania, dove "sostarono per un po' di tempo lasciando riposare le mandrie" prima di spostarsi più a ovest. Il cosiddetto "gruppo di Cluj", composto da piccoli cimiteri distribuite con orientamento ovest-est in cui si praticava l'inumazione e spesso contenenti resti di cavalli, fu realizzato su entrambi i lati dei monti Apuseni intorno al 900. Il loro carattere militare dimostra che chi le utilizzò sorvegliava una "doppia linea difensiva" organizzata contro i peceneghi. I cimiteri transilvani del "gruppo Cluj" si concentrano soprattutto intorno alle miniere di sale.
L'imperatore Costantino VII Porfirogenito identificò "l'intero insediamento" dell'Ungheria con le terre dove scorrevano i fiumi Criș, Mureș, Timiș, Tibisco e Toutis (forse il fiume Bega, che scorre tra le odierne Romania e Serbia) intorno al 950. La concentrazione di oggetti di provenienza bizantina alla confluenza dei fiumi Mureș e Tibisco mostra che questo territorio era un centro di potere regionale. Di conseguenza, la residenza di Gyula, un capo magiaro battezzato a Costantinopoli intorno al 952, molto probabilmente visse e amministrò i suoi possedimenti in questa regione. Più nel dettaglio, le cronache ungheresi associano la famiglia di Gyula alla Transilvania. I toponimi che si devono agli ungheresi, che corrispondono a nomi propri o a nomi tribali (inclusi Decea, Hotoan e Ineu) provano che i maggiori gruppi di magiari si insediarono in Transilvania dagli anni '50. Un antico cimitero legato alla cultura archeologica del X e XI secolo di "Bijelo Brdo", con reperti provenienti da tutta la pianura pannonica, è stato portato alla luce a Deva.

### LaPatzinakia, terra dei peceneghi (895 circa-1120 circa)

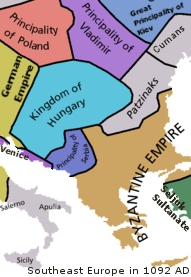
La Patzinakia alla fine dell'XI secolo

I peceneghi, popolo di lingua turca, assunsero il controllo dei territori a est dei Carpazi sottraendolo agli ungari intorno all'895. L'imperatore Costantino VII scrisse che due "province" o "clan" peceneghe/i ("Kato Gyla" e "Giazichopon") si trovavano in Moldavia e Valacchia intorno al 950. Il cambio di dominio non ebbe grandi effetti sui "Dridu", ovvero le comunità di insediamenti abitate da persone non dedite al nomadismo. Gli agglomerati urbani in Moldavia e Valacchia, la maggior parte dei quali concentrati sulle rive dei corsi d'acqua o dei laghi, non subirono il processo di costruzione di barriere difensive. Gli sporadici ritrovamenti di ottoni di cavallo e altri oggetti "nomadi" confermano la presenza di peceneghi nelle comunità "Dridu": dei filetti per cavallo con bocchini rigidi e staffe rotonde, una novità dell'inizio del X secolo, sono stati rinvenuti anche in Moldavia e Valacchia. I cimiteri locali consentono di comprendere che l'inumazione sostituì la cremazione entro la fine del X secolo.
La saga di Eymund narra di peceneghi (Tyrkir) che, assieme ai Blökumen (forse rumeni) "e molte altre persone malvagie[,] furono coinvolti nella disputa sul trono durante il dominio di Jaroslav il Saggio nella Rus' di Kiev nel 1019". Un'iscrizione runica dell'XI secolo, ritrovata su una roccia di Gotland, racconta di un variago assassinato "in un viaggio lontano dalla sua terra" dai Blakumen. Sia il termine Blökumen che Blakumen possono riferirsi ai valacchi localizzati nelle regioni ad est dei Carpazi, anche se non si può escludere la loro traduzione in "uomini neri". Graffiti raffiguranti navi e draghi in stile scandinavo sono stati trovati nel complesso della grotta di Basarabi a Murfatlar.
Consistenti gruppi di peceneghi, sospinti da est dagli oghuz, ricevettero asilo nell'impero bizantino nel 1046 e nel 1047. Tuttavia, altri rimasero nel regioni a nord del Basso Danubio anche in seguito, con il risultato che una parte finì assorbita dal Regno d'Ungheria nei decenni successivi, distribuendosi soprattutto nella Transilvania meridionale o in prossimità di essa.

### Rinascita bizantina e Secondo impero bulgaro (970 circa-1185 circa)

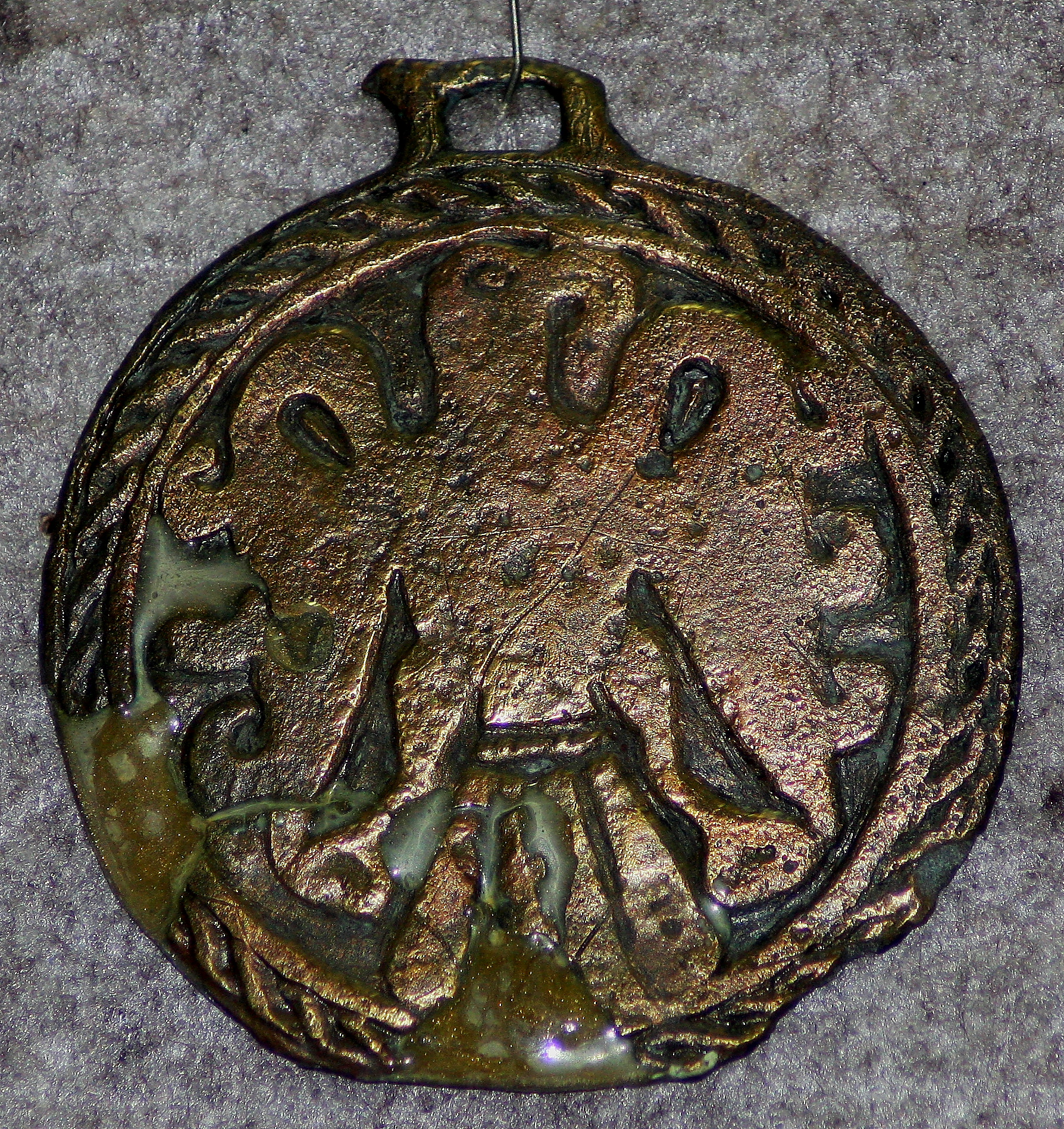
Ciondolo scoperto nella fortezza bizantina da Păcuiul lui Soare

Nel 953, il gyula (uno dei capi tribali ungari) di Transilvania fu battezzato a Costantinopoli e, al suo ritorno, costruì la prima chiesa della regione. Intorno al 971, l'imperatore Giovanni I Zimisce istituì il thema o distretto di Paristrion nei territori localizzati tra i monti Balcani e il Basso Danubio. Al contempo, si costruirono sul fiume delle basi navali a Capidava, Noviodunum e Păcuiul lui Soare. Forti legami commerciali vennero stabiliti fra la Transilvania e l'impero bizantino, cosa che aiutò la propagazione della cristianità. Nel 978, missionari vaticani stabilirono una chiesa in un forte nel sito della presente città di Oradea.
I bulgari e i valacchi residenti nei territori annessi spesso esternarono il loro malcontento verso il dominio imperiale tramite vari comportamenti posti in essere. Si pensi a quando Anna Comnena raccontava di come i valacchi locali avevano mostrato "la via attraverso le montagne" dei Balcani durante l'invasione dei cumani del 1094. Ad ogni modo, i valacchi prestarono comunque servizio nell'esercito imperiale, per esempio durante una campagna imperiale contro il Regno d'Ungheria nel 1166. Le nuove tasse imposte dalle autorità romee innescarono una ribellione valacco-bulgara, passata alla storia come ribellione di Asen e Pietro nel 1185, che portò alla fondazione del Secondo impero bulgaro. Lo status eminente dei valacchi all'interno del nuovo Stato è evidenziato dagli scritti di Roberto de Clari e di altri autori occidentali, i quali si riferiscono alla giovane potenza o alle sue regioni montuose come "Valacchia" fino al 1250.

## Basso Medioevo

### Regno d'Ungheria (1000 circa-1241)

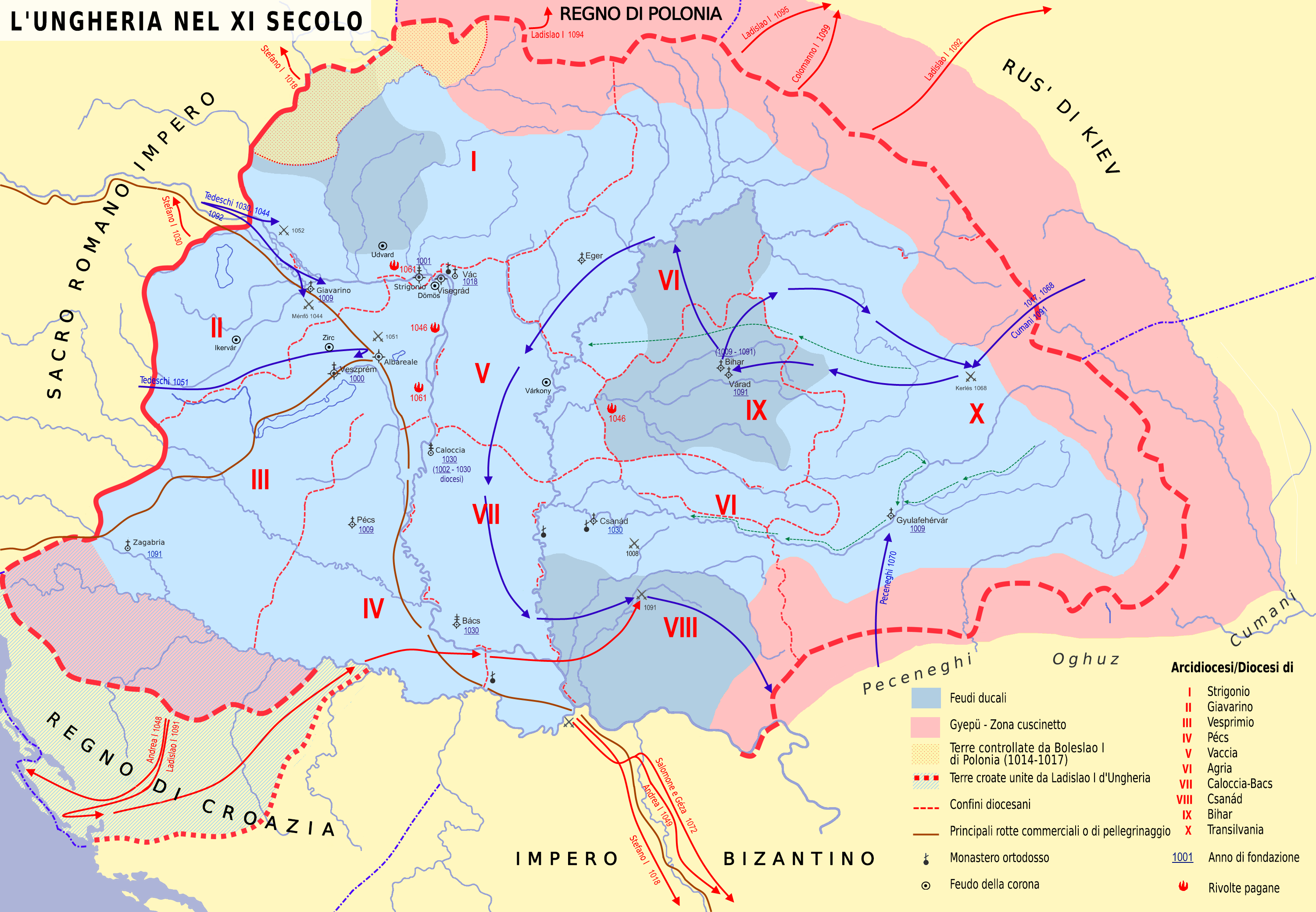
Il Regno d'Ungheria alla fine dell'XI secolo

L'ultima fase di ondate migratorie avvenne in concomitanza con l'elevazione dell'Ungheria da principato a regno. Stefano I, il primo monarca incoronato d'Ungheria il cui regno iniziò nel 1000 o nel 1001, unificò definitivamente il bacino carpatico. Intorno al 1003, lanciò una campagna contro «suo zio materno, re Gyula III» e occupò la Transilvania. Stefano in seguito si concentrò contro Ahtum, «che era stato battezzato secondo il rito ortodosso a Vidin», e sottomise il Banato. Hartvik, agiografo di Stefano I, annotava di come il monarca "spartì i suoi territori in dieci vescovadi". Nel territorio della Romania moderna, si istituirono tre diocesi cattoliche romane con sede in Alba Iulia, Biharea (dagli ultimi decenni dell'XI secolo spostata a Gran Varadino), e Cenad.
In modo in cui la corona esercitava il potere amministrativo si basava su un sistema di comitati organizzati attorno a fortezze reali. Nel territorio della Romania moderna, i riferimenti a un ispán o conte di Alba nel 1097, così come di un conte di Bihor nel 1111, accertano in modo inequivocabile l'operatività del meccanismo. Quelli del Banato e di Crişana rimasero invece sotto la diretta autorità reale, ma un grande ufficiale della corte di Buda, il voivoda, supervisionò dalla fine del XII secolo gli ispán dei comitati della Transilvania.
L'espansione verso est dei villaggi affiliati alla cultura "Bijelo Brdo" lungo il Mureş continuò nell'XI secolo. I calderoni e le capanne con focolari scavati nel terreno erano gli elementi caratterizzanti del periodo. Tuttavia, le case a semi-fossa con forni in pietra di Sfântu Gheorghe, Șimonești e altri agglomerati testimoniano la sopravvivenza della popolazione locale già presente in zona da generazioni. Le terre tra i Carpazi e il Tibisco furono saccheggiate dai peceneghi negli anni 1010 e nel 1068, dagli oghuz nel 1085 e dai cumani nel 1091. A prescindere se realizzate in pietra o legno, le fortificazioni di Cluj, Dăbâca e di altri siti videro la luce dopo il sopraccitato attacco del 1068. In queste strutture difensive, a cui si affiancarono degli agglomerati urbani, comparvero i cosiddetti "cimiteri di Citfalău", dipendenti dalla legislazione reale della fine dell'XI secolo e che obbligava i cittadini comuni ad allestire i loro loculi attorno alle chiese.
La prima attestazione dei siculi a Tileagd, in Crişana, e a Gârbova, Saschiz e Sebeș, in Transilvania, si riscontra in documenti magiari ufficiali. I gruppi di siculi residenti a Gârbova, Saschiz e Sebeş furono trasferiti intorno al 1150 nelle regioni più orientali della Transilvania, quando i monarchi concessero questi territori a nuovi coloni che giungevano dall'Europa occidentale. I siculi erano organizzati in "sedi" (in ungherese szék; in latino sedes) anziché comitati, con un funzionario nominato dalla corona, il cosiddetto "conte dei siculi" (in ungherese székelyispán, in latino comes Sicolorum), posto a capo della loro comunità dal 1220. Questa popolazione presto sempre servizio militare ai monarchi e, anche per questo, rimase esente dalle tasse imposte dall'autorità centrale.

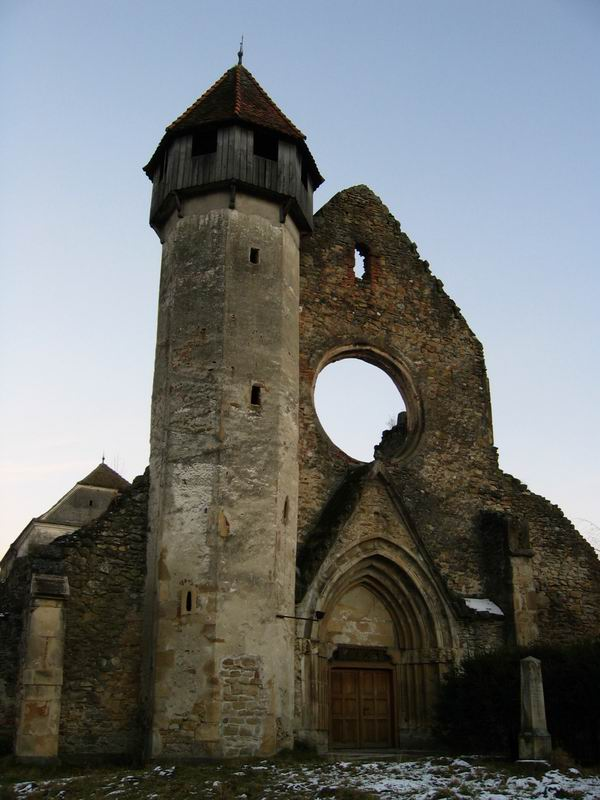
Rovine dell'abbazia cistercense di Cârța

Un gran numero di "coloni ospiti" di etnia fiamminga, tedesca e vallona arrivarono in Transilvania intorno al 1150: l'ottima fattura dei vasi scoperti a Șelimbăr, analoga a quella della Turingia, figura tra le grandi innovazioni introdotte nella loro nuova casa. Un resoconto delle entrate statali del 1190 mostra che quasi un decimo di tutto il reddito del Regno derivava dalle tasse che i neo-arrivati pagavano. Nel 1224, il sovrano Andrea II concesse privilegi collettivi a coloro che abitavano nella regione tra Orăștie e Baraolt. Il Diploma Andreanum confermò poi l'usanza di eleggere liberamente i propri sacerdoti e capi locali; solo il diritto di nominare il capo della loro comunità, il "conte di Sibiu" (szebeni ispán o comes saxonum), rimase esclusivamente in capo i monarchi. Nello stesso periodo, anche i sassoni di Transilvania, così come classificati come gruppo etnico dall'inizio del XIII secolo, ricevettero lo stesso diritto riconosciuto in capo a rumeni e peceneghi di "usufruire delle foreste".
La prima carta reale relativa ai transilvani è collegata alla fondazione dell'abbazia cistercense di Cârța intorno al 1202, quando si concesse agli uomini di chiesa una terra fino a quel momento posseduta dai rumeni. Un altro documento reale attesta la partecipazione dei rumeni in una guerra combattuta insieme a sassoni, siculi e peceneghi sotto la guida del conte di Sibiu durante il 1210 contro la Bulgaria. I rumeni ortodossi rimasero esenti dalla decima dovuta da tutti i contadini cattolici alla Chiesa. Inoltre, versavano solo una tassa speciale in natura, la "cinquantesima" sulle loro mandrie.
La crescita demografica continuò con l'arrivo dei cavalieri teutonici a Ţara Bârsei nel 1211, durante il periodo in cui amministrarono la Burzenland. Il diritto di attraversare liberamente "la terra dei Siculi e la terra dei Valacchi", concesso nel 1222, non durò molto in essere, poiché quando i cavalieri cercarono di liberarsi dall'autorità del monarca Andrea II li espulse dalla regione nel 1225. In seguito, il re insignì il suo erede, Béla, con il titolo di duca di Transilvania, un passaggio logicamente funzionale ad amministrare quella terra. Sotto Béla, si occupò l'Oltenia e si istituì, negli anni 1230, una nuova provincia, il Banato di Severin.

### LaCumaniae i cumani (1060 circa-1241)
L'arrivo dei cumani nella regione del Basso Danubio si registrò per la prima volta nel 1055. Una versione del XVII secolo della cronaca turca Oğuzname racconta che Quipchaq, un antico eroe cumano, combatté contro gli Ulak (i rumeni), insieme a popoli di altre latitudini. Dei mercenari cumani assistettero i ribelli bulgari e valacchi contro i Bizantini tra il 1186 e il 1197.
I villaggi "Dridu" delle pianure a est dei Carpazi sperimentarono un processo di abbandono tra il 1050 e il 1080: intorno a quel periodo, apparvero nuovi insediamenti su terreni a quota più elevate su tutte e due le rive del Prut. Una forte diminuzione del numero di siti archeologici tra insediamenti, cimiteri e monete (da 300 a 35) evidenzia un declino demografico proseguito fino al XIII secolo. Le truppe bizantine in marcia verso la Transilvania attraverso il territorio ad est dei Carpazi incontrarono "una terra interamente priva di uomini" nel 1166.
Una coalizione di principi della Rus' e tribù cumane subì una sonora sconfitta da parte dei mongoli nella battaglia del fiume Kalka nel 1223. Poco dopo, considerata la difficile situazione, Boricio, un capo cumano, accettò il battesimo e la supremazia del re d'Ungheria. Nel giro di qualche tempo, per la precisione nel 1228, aprì i battenti la neonata diocesi di Cumania nei territori occupati dalla popolazione di origine asiatica. Una lettera del 1234 spedita da Papa Gregorio IX si riferisce ad un "certo popolo all'interno del vescovado cumano chiamato Walati" (valacchi) che persuase persino ungheresi e tedeschi cattolici ad accettare l'autorità ecclesiastica dei prelati ortodossi.

### Invasione mongola (1241-1242)

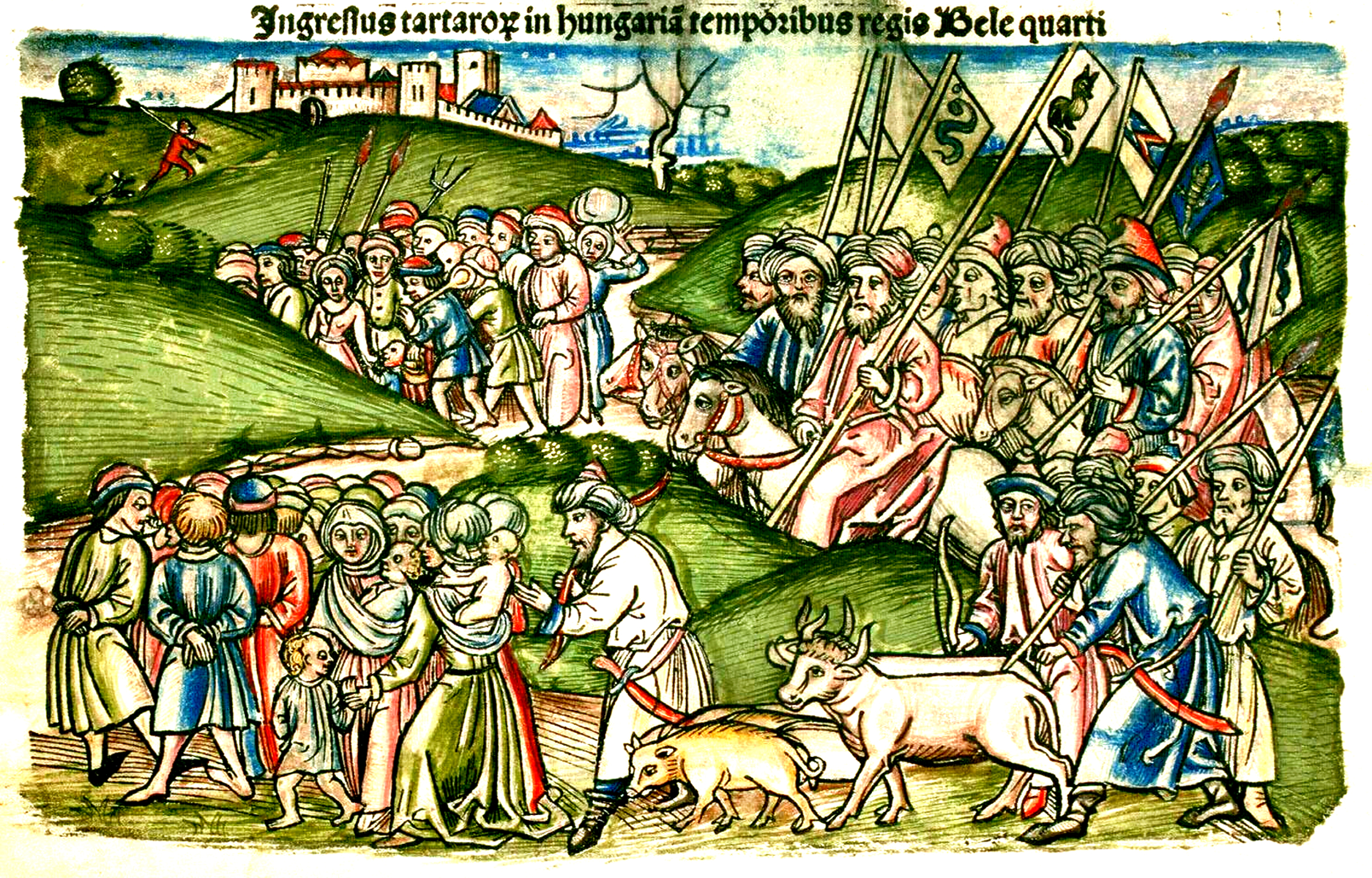
L'invasione mongola del Regno di Ungheria rappresentata nella Chronica Hungarorum da Giovanni di Thurocz

L'impero mongolo, che aveva pianificato di invadere l'Europa nel 1235, attaccò i cumani nel 1238. Svariate comunità di quest'ultima popolazione cercarono di trovare rifugio recandosi in Bulgaria e Ungheria, sperando di sfuggire agli assalitori. I mongoli attraversarono i Carpazi nel marzo 1241, distruggendo di lì a poco "il ricco villaggio dei Tedeschi" (Rodna) e acquisendo nell'ordine il controllo di Bistrița, Cluj, e Gran Varadino. Un altro esercito mongolo "procedette sbaragliando i Qara-Ulagh" ("Valacchi Neri"), sconfiggendo anche il loro capo, chiamato "Mișelav". Avendo spianato la strada per Transilvania, imperversarono nei centri abitati di Alba Iulia, di Sibiu, di Cenad e nelle abbazie di Cârța e Igriș.
L'invasione durò un anno e gli attaccanti devastarono vaste aree di territorio del regno prima del loro improvviso ritiro nel 1242. In virtù della grandissima crisi patita, con interi villaggi rasi al suolo e molti dei quali mai ricostruiti, Matteo Paris e altri studiosi contemporanei considerarono l'invasione mongola come un imminente "segno dell'apocalisse". Secondo uno statuto reale del 1246, Alba Iulia, Herina, Gilău, Mărișelu, Tășnad e Zalău erano a un passo dallo spopolamento definitivo. Un altro documento ufficiale del 1252 dimostra che Zec, un villaggio sull'Olt, non aveva più un singolo abitante. Malgrado ricostruire il computo delle vittime resti un'impresa ardua, il filone storiografico maggioritario ritiene che il totale della popolazione sul suolo dell'odierna Romania scese almeno del 15%.
(Ruggero di Puglia, Epistola super destructione Regni Hungariae per Tartaros facta)

### 1242-1396

#### Regioni dei Carpazi esterni
Dopo il ritiro dal Regno d'Ungheria, le forze mongole si fermarono a Saraj (ora Russia), sul fiume Volga, dove il loro capo, Batu Khan istituì la propria capitale. Da quel momento, le steppe tra i fiumi Dnepr e Danubio rimasero sotto l'influenza dei Mongoli del Volga, conosciuti come l'Orda d'Oro. Dal 1260, un parente di Batu, Nogai Khan, si stabilì a Isaccea, sul Basso Danubio, imponendo la sua assoluta autorità sulle regioni vicine. Resosi indipendente dall'Orda d'Oro intorno al 1280, venne ucciso in una battaglia svoltasi nel 1299.
Entro la metà del XIV secolo, i territori mongoli più occidentali risultarono esposti a frequenti offensive militari polacche e ungheresi. Il granduca di Lituania Algirdas penetrò nei territori controllati dall'Orda d'Oro più di quanto fosse mai riuscito a fare qualunque esercito europeo fino a quel momento. Uno dei maggiori successi riguardò la cosiddetta battaglia delle Acque Blu, combattutasi sul Dnepr, vicino al mar Nero, nel 1363.

#### Regioni intracarpatiche

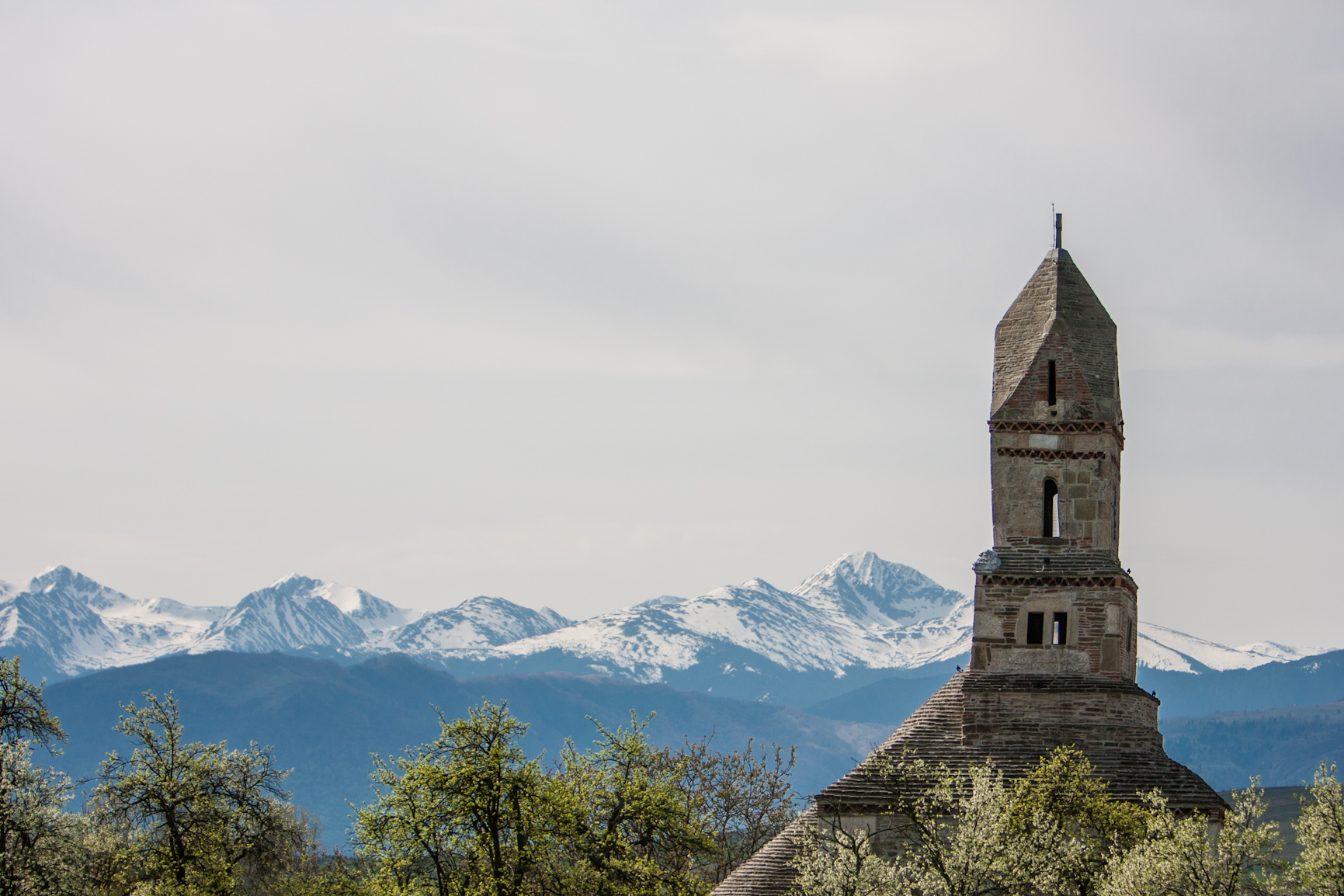
La chiesa ortodossa di Densuș

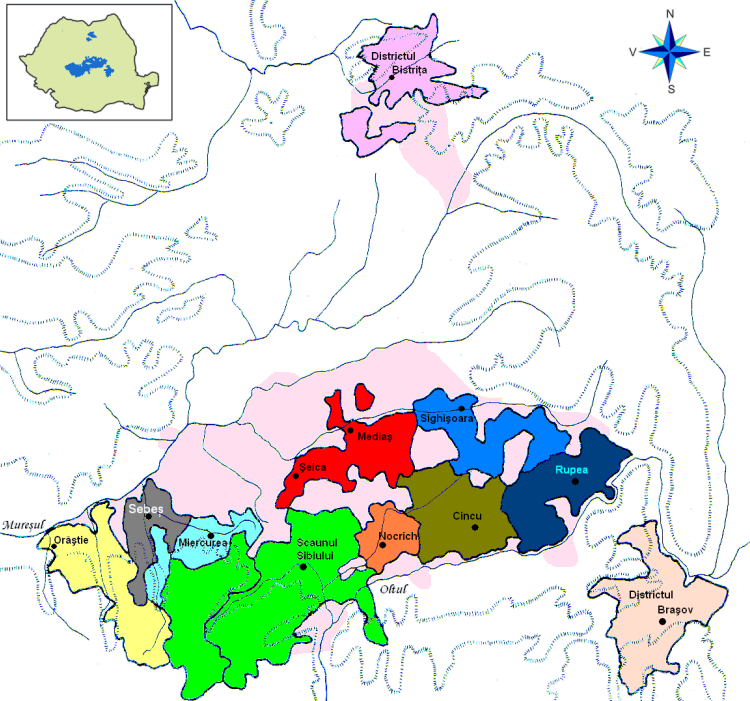
Distribuzione dei sassoni di Transilvania dopo la metà del Duecento

Dopo essere stata razziata due volte dai mongoli in un solo anno, la Transilvania subì le conseguenze dell'invasione del 1241-1242 per più di due decenni. I centri amministrativi della provincia, come Alba Iulia e Cetatea de Baltă, apparivano distrutti e, a causa della grave spopolamento, iniziò un processo di colonizzazione organizzata che proseguì per diversi decenni. Ad esempio, una nuova ondata migratoria portò all'istituzione delle sedi sassoni di Sighișoara e Mediaș; il signore di Ilia ricevette, nel 1292, il permesso reale di insediare i rumeni nelle terre a lui sottoposte.
Poiché solo i castelli costruiti in pietra e le città murate erano stati in grado di resistere agli attacchi mongoli, in seguito al ritiro degli asiatici i re incoraggiarono sia i proprietari terrieri che i cittadini ad erigere fortificazioni in pietra. Le nuove strutture difensive vennero ultimate, ad esempio, a Codlea, Rimetea e Unguraș. Il processo di urbanizzazione si contraddistinse per la predominanza delle città sassoni: delle otto città della Transilvania, solo Alba Iulia e Dej erano situate nei comitati. Un documento che fa riferimento a locande, panetterie e porticcioli lungo il corso d'acqua a Rodna ha permesso di ricostruire a grandi linee lo stile di vita cittadino dei suoi abitanti. Il sale restava ancora l'oggetto di commercio più importante in questo periodo, ma il commercio dei buoi, delle ancelle e del vino è documentato anche negli statuti reali. Come nel resto del continente, si assistette alla formazione di gilde, oltre che alla sostituzione definitiva del baratto con la moneta.
Nel 1257, Béla IV d'Ungheria (1235-1270) nominò suo figlio maggiore, il futuro Stefano V (1270-1272), al governo dei territori del regno a est del Danubio. Qui il giovane nobile cedette una parte significativa dei suoi domini reali a membri dell'aristocrazia ungherese. I primi anni di dominio di Ladislao IV d'Ungheria (1272-1290) furono caratterizzati da guerre civili in tutto il regno; in Transilvania, i sassoni ingaggiarono un conflitto locale con il vescovo, espugnarono Alba Iulia e diedero fuoco alla cattedrale. La serie di guerre continuò nel 1285 con una seconda invasione mongola: durante la sua fase iniziale, i siculi, i rumeni e i sassoni bloccarono con successo l'accesso agli invasori e, successivamente, pianificarono una controffensiva che suscitò varie perdite tra gli invasori in ritirata.
A quel tempo, il ruolo militare dei daci si era ampliato rispetto al loro compito originario di difendere le frontiere del regno: lo testimonia la partecipazione a diverse campagne militari, ad esempio contro la Boemia nel 1260 e contro l'Austria nel 1291. Il loro ruolo economico fu finalmente riconosciuto, poiché il loro contributo nelle attività comprese nel settore primario procedeva di pari passo con la produzione di tessuti negli insediamenti sassoni.
Negli ultimi decenni del XIII secolo, la congregatio generalis ("assemblea generale") convocata dai monarchi o dai loro rappresentanti divenne un importante organo del sistema giudiziario. L'assemblea generale ebbe sempre un importante ruolo: quando fu convocata nel 1279 da Ladislao IV per sette comitati, di cui quelli compresi nel territorio rumeno odierno erano Bihor, Crasna, Sătmar e Zărand, si concluse con la condanna a morte di un funzionario dispotico. Il primo documento relativo a un'assemblea generale dei comitati della Transilvania risale al 1288. Più tardi, una riunione generale dei nobili della Transilvania, dei sassoni, dei siculi e rumeni fu convocata personalmente dal monarca nel 1291.

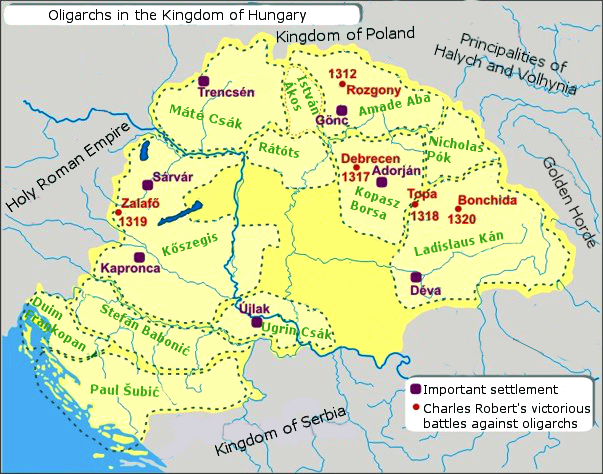
I domini di Ladislao Kán e degli altri oligarchi nel Regno d'Ungheria all'inizio del XIV secolo

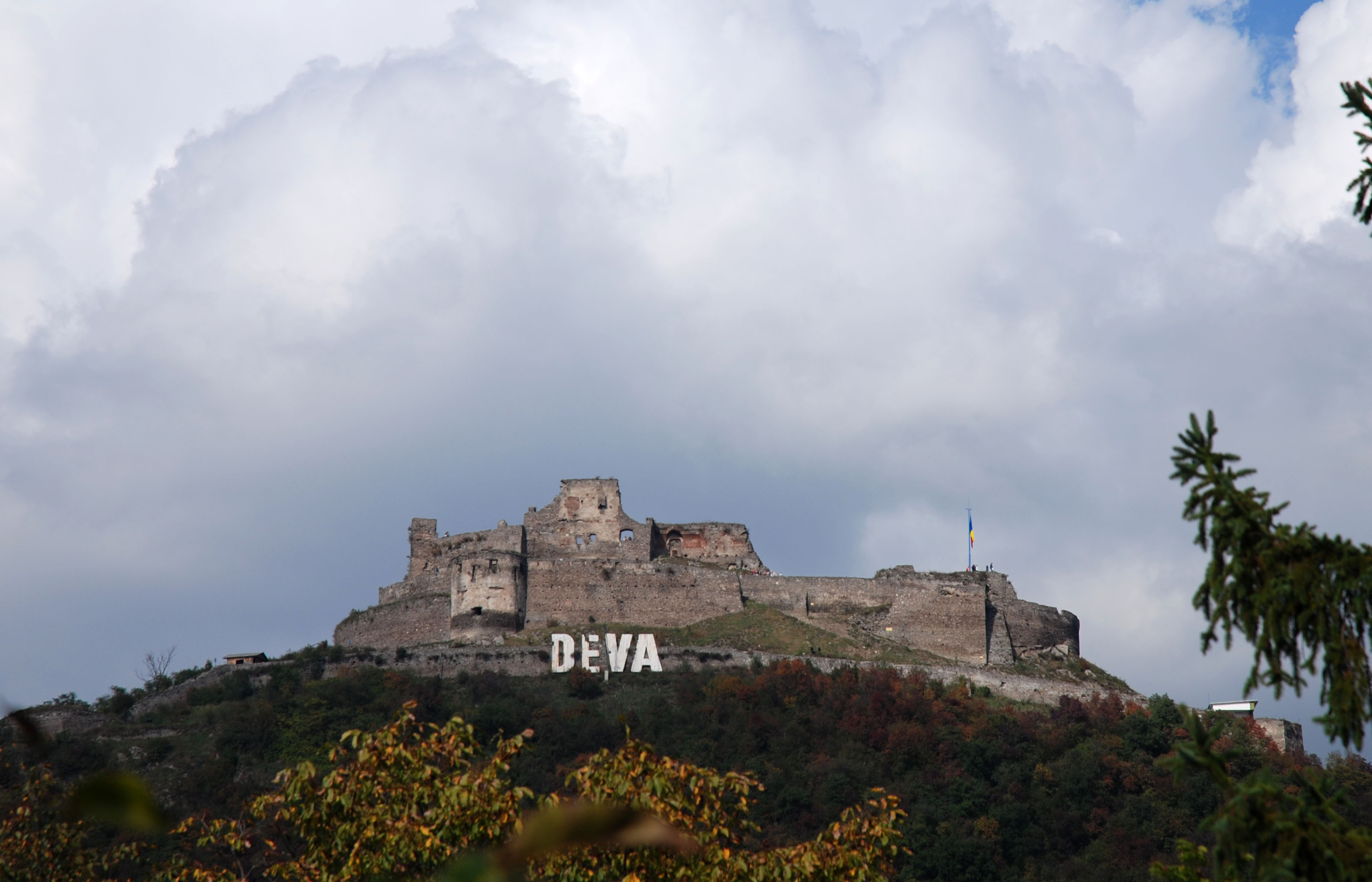
La fortezza di Ladislao Kán a Deva

Quando Andrea III si spense nel 1301, l'intero regno finì di fatto nelle mani di una dozzina di potenti aristocratici magiari. Tra questi, Roland Borșa governò la Crișana, Teodoro Vejtehi prese il sopravvento sul Banato e Ladislao Kán amministrò la Transilvania. L'autorità di quest'ultimo andò riconosciuta anche dai sassoni e dai siculi, circostanza che sicuramente favorì la sua acquisizione di prerogative reali, come quella di impadronirsi di terre prive di legittimi feudatari. Pur avendo riconosciuto, dopo il 1310, Carlo I d'Ungheria (1301-1342) come suo sovrano, di fatto Kán continuò comunque a governare in modo indipendente. Il monarca trasferì la sua residenza a Timișoara nel 1315 per arginare il problema, rafforzando la sua autorità soltanto dopo una lunga serie di scontri. Ciceu, l'ultima roccaforte dei figli di Ladislao Kán, capitolò infine nel 1321.
Dopo la vittoria del re, uno dei suoi fedeli seguaci, Tommaso Szécsényi fu nominato voivoda e soppresse poi una rivolta sassone nel 1324. A quel tempo, la provincia autonoma sassone era divisa in seggi, ciascuno amministrato da un giudice nominato dal re. In segno di riconoscenza per i servigi dei nobili transilvani nella soppressione della rivolta, Carlo I li esentò dalle tasse che avevano fino ad allora elargito ai voivodi.
Nello stesso periodo, uno dei maggiori incentivi per la crescita delle città della Transilvania riguardò l'intenso commercio con la Valacchia e la Moldavia. Ad esempio, nel 1369, a Braşov fu concesso il diritto di importazione per quanto riguardava il commercio di tessuti dalla Polonia o dalla Germania. Da allora in poi, i mercanti stranieri si prodigarono nella vendita del loro prodotto più ricercato, cioè la lana spessa, ai commercianti di Braşov, i quali a loro volta lo rivendevano in Valacchia in cambio di animali, cotone, cera e miele.
Nel XIV secolo, il termine "distretto" fu generalizzato per le forme di organizzazione territoriale dei rumeni, ma solo pochi di essi, come nel caso di quello nel comitato di Bereg (ora in Ungheria e Ucraina), ottennero un riconoscimento ufficiale. Maramureş, dove i rumeni furono menzionati per la prima volta nel 1326, risultò l'unico distretto che si trasformò, intorno al 1380, in un comitato. Avendo dovuto sopprimere alcuni focolai rivoltosi in quella terra durante il suo mandato, Luigi I d'Ungheria (1342-1382) emanò un regio decreto nel 1366 che prescriveva misure giudiziarie rigide contro "i malfattori di qualsiasi etnia, specialmente i rumeni". Si decretò inoltre che la testimonianza di uno knez rumeno direttamente nominato dall'autorità centrale non avesse lo stesso valore di quella di un nobile. Tale distinzione, tuttavia, non comportò effetti sul piano sociale né garantiva comunque una qualche esenzione dalle tasse reali. Il loro status corrispondeva a quello dei cosiddetti "aristocratici condizionati", la cui elevazione al rango più ambito dipendeva dagli specifici compiti militari che dovevano rendere.
Un decreto reale promulgato nel 1428 attesta che, quando ancora era in vita Luigi I, questi aveva statuito che ai soli cattolici fossero concessi terreni nei pressi del fiume Sebeș, ovvero nel distretto di Contea di Timiș. In seguito alle pressioni ufficiali, molti nobili daci si convertirono al cattolicesimo, inclusa l'influente famiglia dei Drágffy nel XV secolo. Nel frattempo, gli ottomani espansero il loro impero dall'Anatolia ai Balcani. Attraversato il Bosforo nel 1352 e sconfitti i serbi a Kosovo Polje, nel moderno Kosovo, nel 1389, gli ottomani fecero irruzione in Transilvania per la prima volta nel 1394. Sigismondo I d'Ungheria (1387-1437) organizzò una crociata contro di loro, culminata nella battaglia di Nicopoli (oggi in Bulgaria), che si concluse complessivamente in una disfatta per le forze cristiane.

#### Istituzione della Valacchia
Secondo un atto emesso da Béla IV d'Ungheria e destinato ai cavalieri ospitalieri nel 1247, a quel tempo esistevano almeno quattro comunità nell'area a sud dei Carpazi. Due di loro, gli cnezat Ioan e Farcaș, passarono tra le file dell'ordine religioso cavalleresco, ma le terre governate da Litovoi e Seneslau passarono "agli Olati" ("uomeni") "che le avevano già possedute". Negli anni 1270, Litovoi estese il suo territorio e smise di pagare tributi al monarca, ma il suo esercito fu sconfitto dalle forze reali e il comandante ribelle morì nella battaglia.

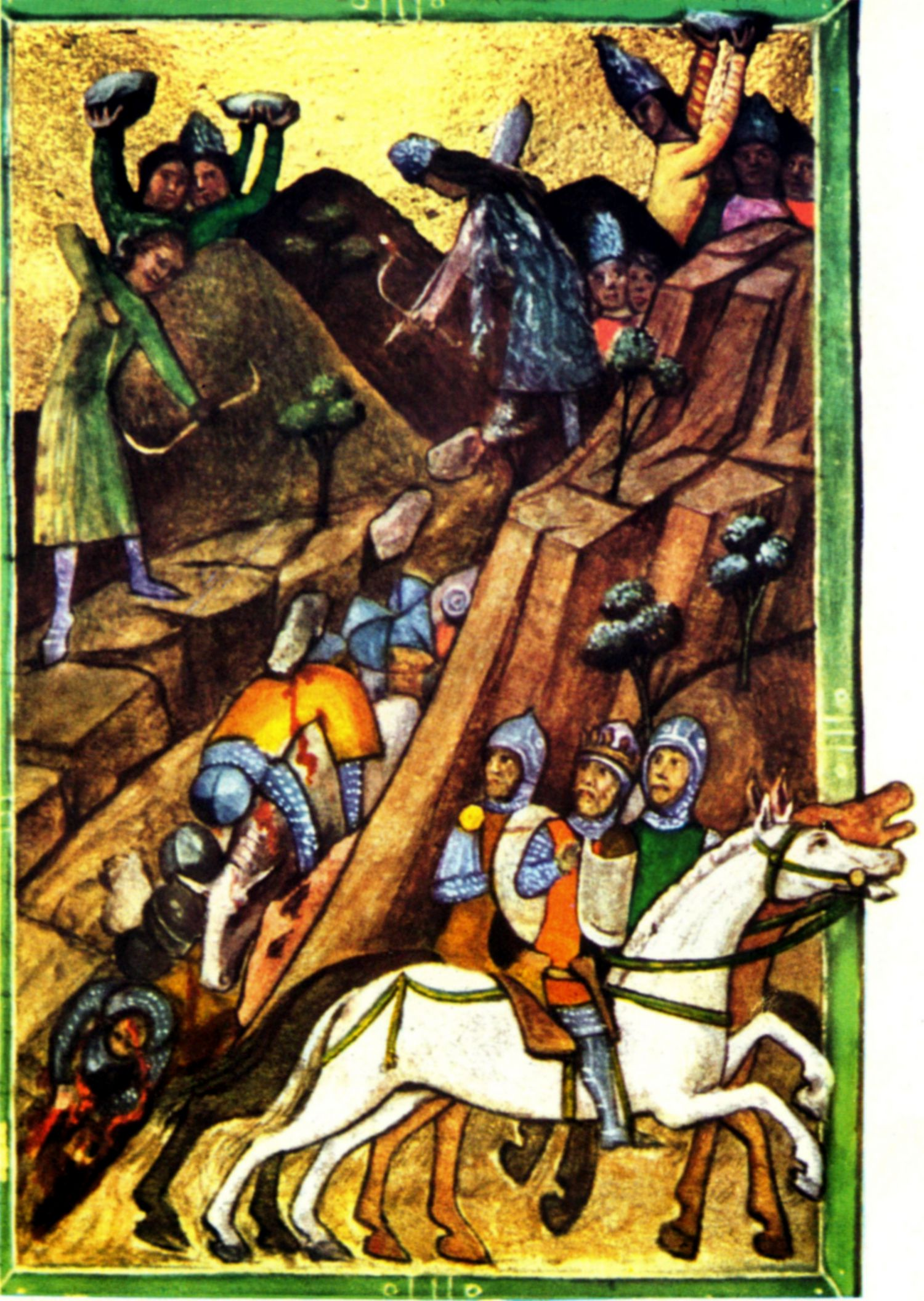
La battaglia di Posada nella Chronica Picta

La tradizione storica rumena associa la fondazione della Valacchia (in romeno Țara Românească, "Paese Rumeno") alla "discesa di Radu Negru", il quale attraversò i Carpazi dalla Transilvania accompagnato da "rumeni, papisti, sassoni, e tutti i tipi di uomini" intorno al 1290. Tale territorio veniva spesso definito "Valacchia", dalla parola slava Vlach, che a sua volta deriva dal germanico Walh, un termine che i germani usavano per designare i romani. Il primo sovrano della Valacchia conosciuto nelle fonti contemporanee fu Basarab I, che si guadagnò il riconoscimento internazionale per l'indipendenza del principato con la sua vittoria su Carlo I d'Ungheria nella battaglia di Posada il 12 novembre 1330. I principi di Valacchia furono scelti tra i suoi discendenti, legittimi o meno, da un'assemblea dei boiardi fino al XVI secolo.
I boiardi, membri della nobiltà terriera, formavano il gruppo sociale più importante del principato. La stragrande maggioranza della popolazione era formata da contadini che nei documenti medievali venivano chiamati con vari nomi, tra cui vecini ("vicini") o rumâni ("rumeni"). In questo periodo, gli animali, soprattutto gli ovini, rimasero la principale voce di esportazione, ma dalla pianura valacca venivano trasportate grandi quantità di grano nell'area mediterranea. La base della dieta dei contadini era costituita da miglio consumato sotto forma di porridge, mentre i boiardi potevano permettersi di mangiare il grano, più costoso a livello di prezzo.
La metropolia ortodossa di Valacchia fu riconosciuta dal patriarca ecumenico di Costantinopoli nel 1359. La Valacchia emise per la prima volta nella sua storia una sua valuta sotto Ladislao I (al potere dal 1364 circa al 1377). Le prime informazioni scritte sui rom presenti nella Romania moderna emergono da un atto emesso da Dan I (1383 circa-1386), in cui si riferisce di una donazione compiuta da Ladislao I al monastero di Vodiţa di schiavi gitani. Si trattava di una pratica diffusa, in quanto tutti gli importanti monasteri e i nobili disponevano della servitù dell'etnia sopraccitata.
Gli ottomani giunsero per la prima volta in Valacchia nel 1395: sebbene le truppe d'invasione uscirono sconfitte dalla battaglia di Rovine, svoltasi in una zona paludosa in Oltenia, il caos generato dalla minaccia di attacchi permise a un gruppo di boiardi di installare Vlad I l'Usurpatore sul trono dal 1395 al 1397. Considerata la situazione, Mircea I dovette riparare in Transilvania, dove accettò di rimanere in un rapporto di vassallaggio con Sigismondo I d'Ungheria. Una volta riacquisito il trono, partecipò alla disastrosa crociata di Nicopoli organizzata da Sigismondo I.

#### Fondazione della Moldavia
Dopo il 1241, il territorio tra i Carpazi Orientali e il Dnestr rimase sotto il controllo dall'Orda d'Oro.
Tuttavia, il riferimento del contemporaneo Tommaso di Pavia al conflitto dei rumeni coi ruteni nel 1277 suggerisce che a quel tempo esistessero entità politiche rumene nella Moldavia settentrionale. Nel 1345, Andrea Lackfi, conte dei siculi, condusse un esercito sui Carpazi e occupò questa regione, dove Luigi I d'Ungheria aveva organizzato una provincia di confine.

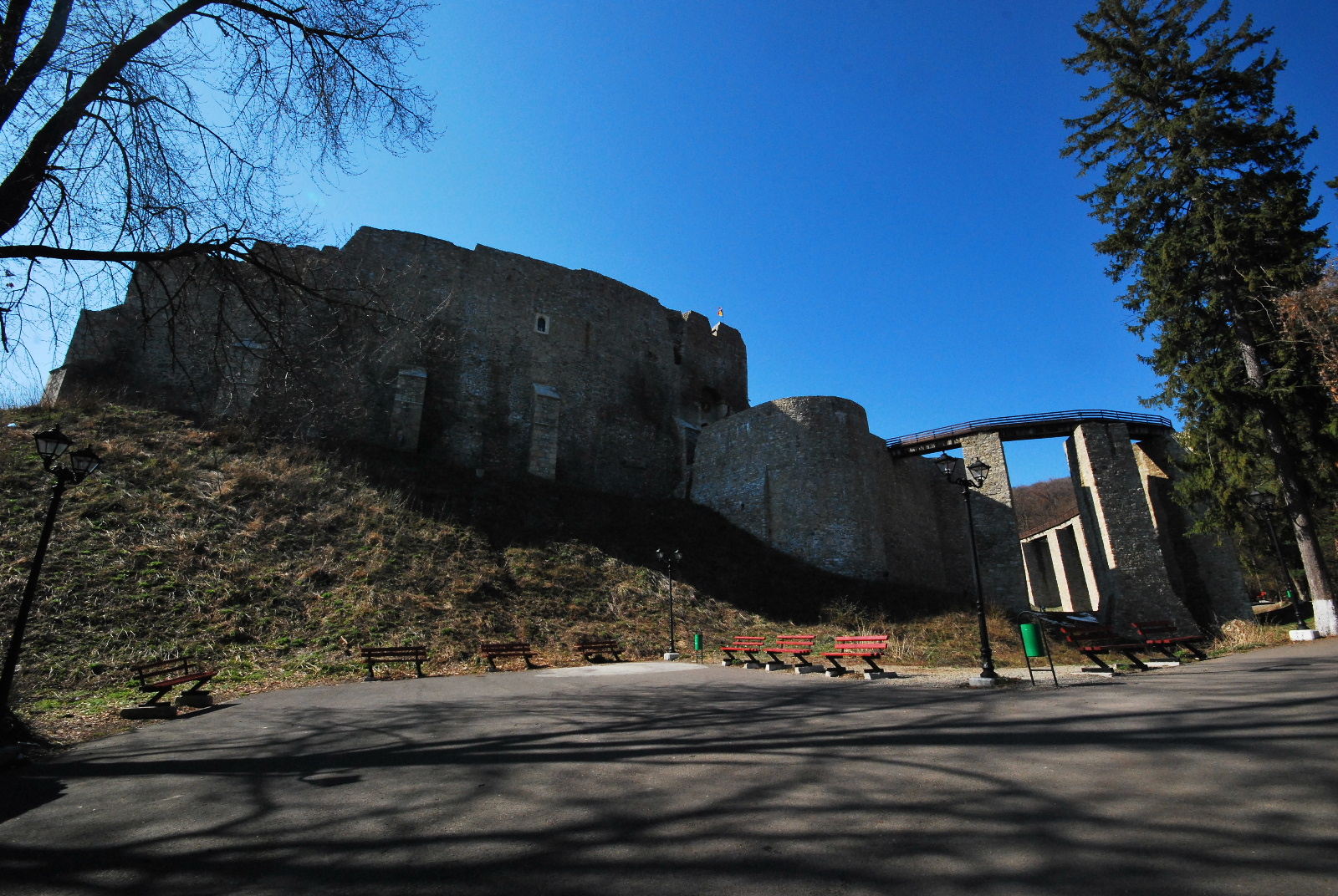
La cittadella di Neamţ

La tradizione storica rumena collega la fondazione della Moldavia alla "discesa di Dragoș", un voivoda rumeno originario di Maramureş. Anche se a Dragoș subentrò suo figlio, Sas, la sua stirpe non durò a lungo: i suoi discendenti furono presto espulsi da Bogdan, un ex voivoda di Maramureş che fuggì in Moldavia e si unì ai boiardi del posto in una sommossa contro il signore locale. Bogdan dichiarò l'indipendenza della Moldavia dall'Ungheria un decennio dopo.
In Moldavia, l'agricoltura e l'allevamento rimasero le principali attività economiche che interessavano la popolazione. Analogamente alla Valacchia, l'aratro in legno rimase il principale strumento agricolo per tutto il corso del Medioevo; il processo di costante disboscamento dimostra che trovare nuovi terreni si preferiva ancora alla rotazione delle colture. Valacchia e Moldavia rimasero isolate e primitive per molti anni dalla loro fondazione. L'educazione, per esempio, era inesistente, e la religione era poveramente organizzata. Eccetto rari centri mercantili, non c'erano città significative, e la circolazione monetaria era scarsa. Col tempo, comunque, il commercio si sviluppò tra le terre del mar Mediterraneo e il mar Nero. Mercanti da Genova e da Venezia fondarono centri di commercio sulla costa, dove tartari, tedeschi, greci, ebrei, polacchi, ragusani e armeni scambiavano i loro beni. I Genovesi crearono colonie commerciali sulle coste intorno al delta danubiano a partire dal Duecento. L'istituzione del principato rafforzò la sicurezza dei viaggiatori, evento che rese la Moldavia un luogo ritenuto non pericoloso per raggiungere la Polonia a nord e i porti del mar Nero a est. Le prime monete locali furono coniate nel 1377, quando al potere vi era forse Petru I (1375 circa-1391).
La successione al trono, alla stessa maniera della Valacchia, si reggeva sul principio ereditario-elettivo. Pertanto, un membro legittimo o illegittimo della dinastia dei Mușatinii poteva tranquillamente essere proclamato principe da una regolare assemblea dei boiardi. Nel 1387 Petru I Muşat riconobbe Ladislao II Jagellone della Polonia come suo sovrano, ma anche l'Ungheria mantenne al contempo la sua pretesa di sovranità sul principato generando una situazione geopolitica confusa. Compresa la situazione, i principi di Moldavia cercarono infatti di controbilanciare l'influenza di Polonia e Ungheria a seconda del momento sostenendo una o l'altra parte, cercandole di non farle mai concordare.

#### Dobrugia
Dopo il 1242, anche la Dobrugia era rimasta sotto il dominio dei mongoli. Sebbene l'impero bizantino avesse ristabilito il controllo sul Delta del Danubio nel 1260, cadde di nuovo sotto il dominio diretto dell'Orda d'Oro qualche tempo prima del 1337. Alla fine del XIII secolo, fiorenti comunità di mercanti giunti dalla Repubblica di Genova si erano stabilite nei comuni di Vicina, Chilia e Licostomo.
Verso la metà del XIV secolo, si sviluppò nella regione un'entità para-statale dipendente da Costantinopoli nota come Principato di Karvuna. Il suo primo sovrano conosciuto fu Balica. Gli successe suo fratello, Dobrotitsa, il cui nome della regione grosso modo sotto il suo controllo deve a lui il nome, la Dobrugia. Nel 1385 circa, Ivanco divenne il governatore del territorio, ma questi scompare dalle fonti subito dopo una spedizione ottomana avvenuta poco tempo più avanti. La Dobrugia fu occupata allora da Mircea I di Valacchia nel 1390 e in seguito dagli ottomani nel 1395.

### 1397-1508

#### Regioni intracarpatiche

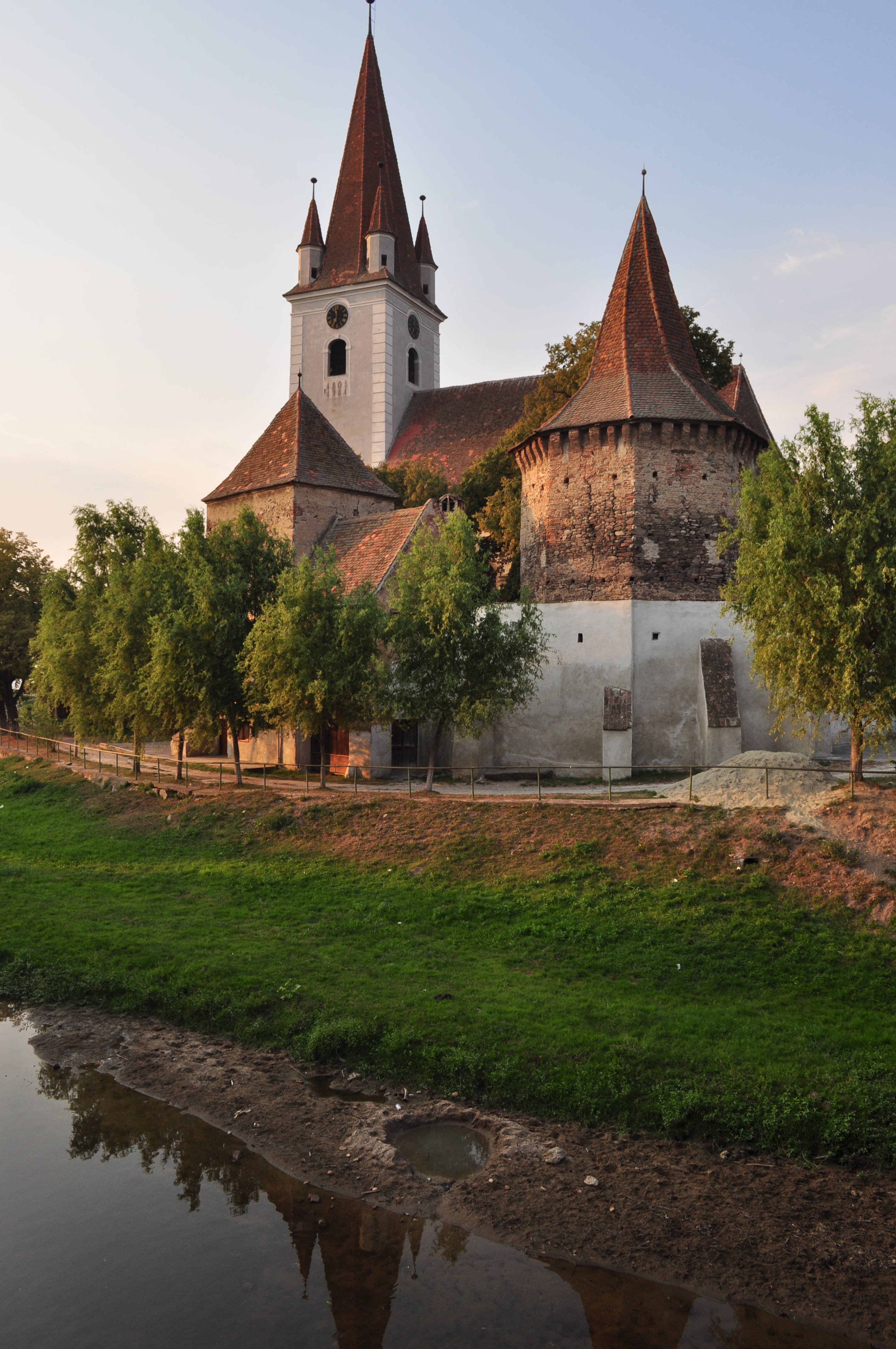
Chiesa fortificata sassone a Cristian (Sibiu)

Al fine di stabilire una zona di Stati cuscinetto, Sigismondo I d'Ungheria cercò di attirare i vicini sovrani ortodossi sotto la propria sovranità concedendo loro dei feudi nel suo regno. Si pensi a Stefano III Lazaro di Serbia, che ricevette Satu Mare, Baia Mare e Baia Sprie, nell'odierna Romania, o a Mircea I di Valacchia, che ricevette Făgăraș. Sigismondo I fu anche il primo monarca a riconoscere, nel 1419, la competenza legislativa degli ordini in Transilvania. Su sua iniziativa, la loro assemblea dichiarò che, in caso di attacco ottomano, un nobile ogni tre e un servo ogni dieci avrebbero dovuto prendere le armi. La misura era volta a ridurre il peso delle incursioni, in quanto, dal 1420, gli assalti ottomani si verificarono praticamente a cadenza annuale. In questo periodo, si procedette a fortificare varie chiese sassoni: i lavori toccarono anche le chiese dei siculi della regione di Ciuc, che sperimentarono un processo architettonico unico per caratteristiche.
I crescenti costi di difesa ricaddero principalmente sui servi, in virtù dell'aumento del costo di affitto della terra e dell'imposizione di tasse straordinarie. La difficile situazione, aggravata ancor di più dalla dura politica di riscossione delle tasse ecclesiastiche da parte del vescovo di Transilvania, gettò le basi perché avvenisse la prima rivolta contadina nel territorio della moderna Romania. Guidati da Anton Budai Nagy, i contadini ribelli, che si definivano «l'insieme dei legittimi abitanti ungheresi e rumeni di questa parte della Transilvania», stabilirono un accampamento fortificato sulla collina di Bobâlna all'inizio del 1437 (rivolta di Bobâlna). Gli insorti affrontarono due importanti battaglie contro i nobili: la prima, a Bobâlna, fu vinta dai contadini, e la seconda, vicino al fiume Apatiu, non terminò con un chiaro vincitore. I capi dei nobili, i sassoni e i siculi, invece, istituirono, usando un'espressione moderna, una sorta di "coalizione sociale" per congiungere le forze e sopprimere la resistenza dei contadini entro la fine del gennaio del 1438.
Il tentativo degli ottomani di conquistare nuovi territori spinse gli europei a coordinarsi meglio per tentare di opporvisi. L'unione temporanea delle Chiese d'Oriente e d'Occidente proclamata dal Concilio di Firenze nel 1439 creò anche un contesto storico favorevole per un maggiore avvicinamento delle forze cristiane. La cristianità trovò il suo campione in Giovanni Hunyadi, il quale ottenne una serie di vittorie sui turchi dopo il 1441. Tra queste, rientrava quella del 1442 in Transilvania, che mise in rotta un esercito ottomano intento a devastare la regione. Per meglio comprendere il clima che si respirava in quegli anni, è necessario ricordare gli eventi accaduti in località non distanti dalla Romania, ma che ebbero effetti sulla stessa. Nel 1444, gli ottomani sconfissero le forze europee a Varna, nell'attuale Bulgaria. Quando Costantinopoli cedette, nel 1453, gli osmanici tagliarono le rotte commerciali delle galee genovesi e veneziane dirette ai porti del mar Nero, il commercio cessò, e l'isolamento dei principati rumeni si approfondì, nonostante il controllo degli ottomani sui territori appena a sud fosse ancora vacillante. Considerate queste premesse, si comprende perché l'intervento di Hunyadi venisse guardato così di buon occhio dal mondo cristiano. Grazie al suo ultimo successo su Maometto II durante l'assedio di Belgrado del 1456, ottenuto prima che morisse di peste, salvò il regno dall'occupazione turca per diversi decenni. Durante il regno di Mattia Corvino (1458-1490), i conquistatori scagliarono una sola grande campagna contro la Transilvania, uscendone sconfitti nel 1479 a Câmpul Pâinii.
Mattia impiegò i suoi funzionari per ribadire le prerogative reali già nella prassi quasi dimenticate. I nobili trovarono particolarmente fastidioso che la lucrum camarae, una tassa dalla quale erano stati esentati, fosse sostituita con una nuova imposta. Per tutta risposta, in Transilvania, le "Tre Nazioni" suggellarono un'alleanza formale contro il monarca nel 1467, ma questi intervenne rapidamente e colse di sorpresa i ribelli ancora disorganizzati.
A quel tempo, la terra in cui i rumeni convivevano coi siculi era stata gradualmente divisa in unità sempre più piccole, determinando un calo della qualità della vita significativo; così, un vasto numero di guerrieri e contadini liberi dovette entrare al servizio della controparte sicula, in virtù della sua maggiore ricchezza. Questa stratificazione sociale, partita come si intuisce per necessità economiche, andò formalmente riconosciuta con un decreto reale nel 1473. Da allora in poi, coloro che prestarono servizio militare a cavallo furono differenziati da coloro che combattevano come fanti; chi che non era in grado di finanziarsi nemmeno come fanti affrontò la riduzione in servitù.
La percentuale notevole di elementi teutonici nelle città a volte generò dei conflitti etnici. Una delle lotte più intense, scoppiata tra magiari e sassoni, riguardò la sovranità su Cluj e terminò solo nel 1458, con l'istituzione di una regola secondo cui gli uffici comunali dovevano essere condivisi equamente tra i due gruppi. Nel 1486, Mattia I unì tutti i distretti sassoni in Transilvania nell'"Università dei Sassoni", sotto la guida del funzionario locale eletto a Sibiu.
Dopo la morte di Mattia I, nel 1490, l'assemblea delle entità amministrative dette ordini, chiamata Dieta, iniziò a funzionare come un regolare organo di potere. I contadini soffrirono maggiormente di tale sistema, poiché ad esempio limitava il loro diritto alla libera circolazione.

#### Valacchia

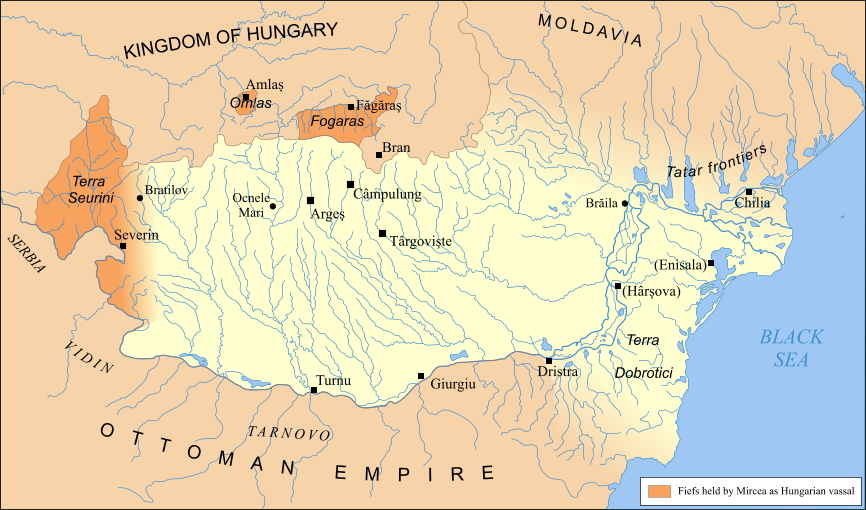
Mappa della Valacchia intorno al 1404

Dopo la battaglia di Nicopoli, gli osmanici occuparono la Bulgaria e poterono da lì attaccare la Valacchia più con maggiore facilità. Mircea il Vecchio, tuttavia, riuscì a rioccupare la Dobrugia nel 1402, approfittando delle difficoltà dei turchi dopo la loro sconfitta riportata contro Tamerlano e i suoi alleati nella battaglia di Ancyra. Intervenuto anche nella guerra civile in corso, Mircea sostenne la lotta di Musa Çelebi e Mustafa contro il loro fratello, Maometto I. Dopo che i due pretendenti furono sconfitti, gli ottomani assoggettarono nuovamente la Dobrugia e occuparono Giurgiu, costringendo Mircea a pagare un tributo annuale al sultano. Sotto Mircea I, furono aperte miniere di ferro a Baia de Fier e iniziò l'estrazione del rame a Baia de Aramă. Allo stesso modo, si portò avanti la ricerca di zolfo e ambra nella regione di Buzău, in virtù del florido commercio che riguardava queste risorse.
Dopo la morte di Mircea I, i principi si succedettero sul trono con una frequenza incredibile. Nel dettaglio, Michele I (1418-1420) fu rovesciato da suo cugino, Dan II (1420-1431), e, nel decennio successivo, il trono passò con rapidità da Dan II o da suo cugino, Radu II il Calvo (1421-1427), con il primo patrocinato da Sigismondo I d'Ungheria e il secondo dagli ottomani.
Alexandru I Aldea (1431-1436) fu il primo sovrano rumeno ad essere costretto a prestare servizio militare agli ottomani. Due decenni dopo, Vlad III l'Impalatore (1448, 1456-1462, 1476), il celeberrimo nobile noto per la leggenda del conte Dracula, si ribellò ufficialmente a Istanbul, manifestandolo con una serie di attacchi attraverso il Danubio nell'inverno del 1461 e del 1462. La risposta arrivò con una massiccia invasione guidata da Maometto II volta a scacciare Vlad III dal trono e a sostituirlo con suo fratello, Radu III il Bello (1462-1475). A causa delle frequenti operazioni militari, la pianura valacca subì un grande processo di spopolamento dopo la fine del XIV secolo. Tuttavia, per contro, la Valacchia vide arrivare un flusso costante di immigrati, principalmente dai Balcani.
Dopo il 1462, la Valacchia conservò la sua autonomia principalmente grazie all'intervento di Stefano il Grande (1457-1504). Secondo una fonte coeva, pare che Stefano, sfiancato dai vani tentativi di coordinare l'Occidente contro i turchi, suggerì sul letto di morte a suo figlio Bogdan di sottomettersi ai turchi, qualora questi avessero offerto un sovrano degno di onore. Prima che pronunciasse queste parole, già alla fine del Quattrocento, Radu IV cel Mare (1495-1508) stava perseguendo la strategia di politica estera diametralmente opposta rispetto al passato che passava per la sottomissione, essendo infatti diventato un suddito obbediente del sultano e avendo visitato Istanbul ogni anno per offrire personalmente il tributo. Nonostante ciò, poté rimanere al potere solo collaborando con la potente famiglia dei Craioveștii, fortemente legata agli ottomani per mezzo del commercio.

#### Moldavia
La metropolia ortodossa della Moldavia venne riconosciuta dal patriarca ecumenico durante il lungo dominio di Alexandru cel Bun (1400-1432). Questi rafforzò il tradizionale orientamento filo-polacco della Moldavia e si dichiarò vassallo di Ladislao II nel 1406. Da allora in poi, gli eserciti moldavi combatterono insieme ai polacchi contro lo Stato monastico dei Cavalieri Teutonici, ma Alexandru è famoso storicamente più per il respingimento del primo attacco ottomano in Moldavia nel 1420. Alla morte del sovrano seguì un lungo periodo di instabilità politica, caratterizzato da frequenti lotte per il potere. Nello specifico, la diatriba tra i suoi figli, Iliaş I (1432-1442) e Stefano II (1433-1447) terminò nel 1435 con la frammentazione del paese.
Al di là del lavoro a domicilio, sia nelle famiglie boiardi che in quelle contadine la principale fonte di abbigliamento, cibo e costruzioni derivava da attività produttive specializzate, come nel caso della tessitura e della ceramica, sviluppatesi meglio verso la metà del Quattrocento. I primi pozzi petroliferi entrarono in funzione nel 1440, ma l'olio estratto si limitava all'uso domestico. In Moldavia, gli schiavi gitani furono menzionati per la prima volta nel 1428, quando Alexandru cel Bun assegnò 31 famiglie al monastero di Bistriţa. Col tempo, i rom si specializzarono in diversi mestieri: ad esempio, per tutto il Medioevo la lavorazione del ferro fu un'occupazione riservata quasi esclusivamente a loro.
Petru III Aron (1451-1457) fu il primo principe che accettò di pagare un tributo agli ottomani nel 1456, fino a quando non andò scacciato da suo nipote Stefano con il supporto di Vlad l'Impalatore di Valacchia. Stefano III il Grande si rivelò il più importante monarca rumeno medievale che riuscì a sostenere l'autonomia della Moldavia contro l'Ungheria, la Polonia e l'impero ottomano.

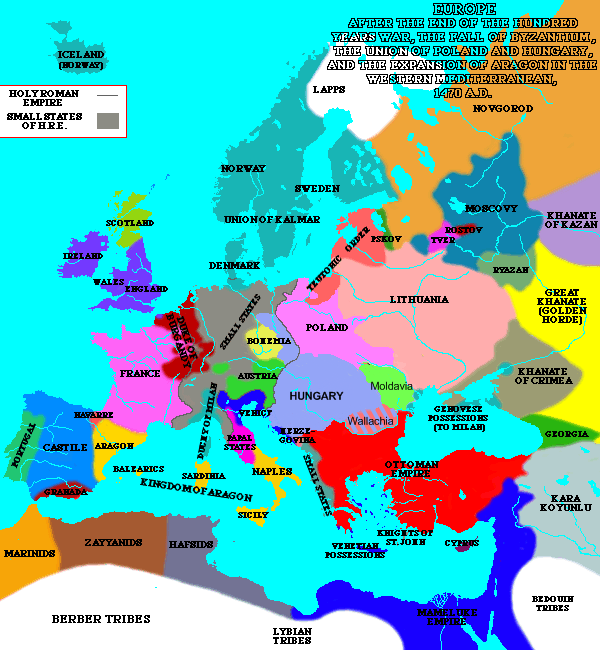
L'Europa intorno al 1470

Nei primi anni del suo regno, rimase alleato della Polonia e dell'impero osmanico, unendosi persino a questi ultimi nell'attaccare la Valacchia. Egli fomentò anche la ribellione del 1467 degli ordini amministrativi della Transilvania; quando Mattia I d'Ungheria lanciò una spedizione contro la Moldavia, l'esercito reale ne uscì sconfitto nella battaglia di Baia. Il susseguirsi degli eventi lo spinse a considerare Istanbul come la sua principale avversaria negli anni '70 del Quattrocento, tanto che nel 1474 si rifiutò di pagare un tributo. Ben presto, ricevette l'ultimatum di Maometto II, il quale chiedeva la resa di Chilia, una fortezza recentemente espugnata in Valacchia. Al rifiuto di Stefano III, un grande esercito ottomano partì alla volta della Moldavia, spingendo il rumeno a supplicare papa Sisto IV di indire una crociata prima che i nemici giungessero. Sebbene il pontefice avesse riconosciuto suoi meriti, ergendolo ad "atleta di Cristo", non si materializzò alcuna coalizione anti-ottomana. Malgrado privo del supporto militare esterno, Stefano il Grande condusse le sue truppe alla vittoria nella battaglia di Vaslui il 10 gennaio 1475. Cessate le ostilità, indirizzò una lettera a vari principi cristiani, insistendo sul concetto secondo cui i due principati rumeni erano la "porta d'accesso al mondo cristiano" e, dunque, in caso di caduta degli stessi "tutta la cristianità sarebbe stata in pericolo".
Riconosciuto anche Mattia I d'Ungheria come suo sovrano, ricevette in cambio il controllo di Ciceu e di Cetatea de Baltă, in Transilvania. L'anno successivo, tuttavia, si ritrovò solo quando Maometto II imperversò nella Moldavia. Il suo esercito non fu capace di prevalere nella battaglia di Valea Albă, ma i vincitori, che pativano la mancanza di provviste e lo scoppio della peste tra le loro file, non poterono fare altro che ritirarsi. Stefano il Grande subì la maggiore battuta d'arresto del suo regno nel 1484, quando i turchi catturarono i floridi porti Chilia e Cetatea Alba (ora Bilhorod-Dnistrovs'kyj, in Ucraina) sul mar Nero. Dopo aver tentato invano di riprendere le fortezze nel 1485, concluse una pace con il sultano e, a malincuore, accettò di rendergli omaggio.

## L'inizio dell'età moderna
Nel 1514, migliaia di contadini transilvani che erano stati convocati nella capitale Buda per unirsi alla crociata proclamata da papa Leone X contro gli ottomani indirizzarono le armi contro i loro padroni, stanchi del regime oppressivo dei dazi che li vessava. Gli insorti, guidati dal siculo György Dózsa, occuparono diverse città, inclusi gli importanti centri di Gran Varadino e Şoimoş, ma il 15 luglio il voivoda Giovanni Zápolya li sbaragliò a Timișoara. A titolo di ritorsione e per evitare guai futuri, la Dieta decretò che i contadini avrebbero dovuto rimanere legati alla terra "per sempre".

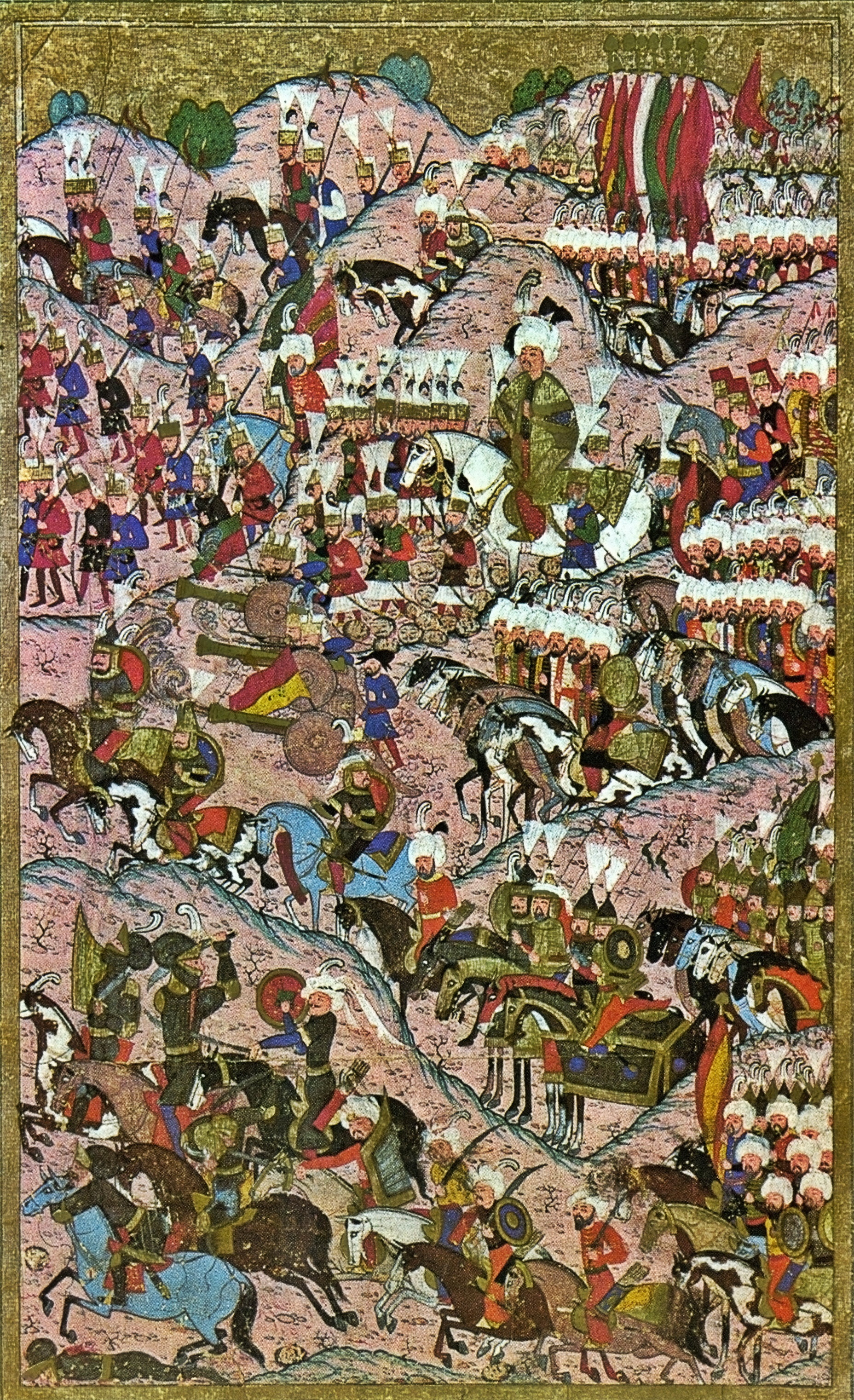
Miniatura ottomana realizzata da un autore ignoto del XVI secolo che ritrae un severo Solimano il Magnifico dopo aver conseguito la vittoria sulla coalizione cristiana a Mohács (nei pressi dell'odierno triplice confine tra Croazia, Serbia e Ungheria, a est del Banato). Dopo questo scontro, la Romania si avvicinò velocemente e progressivamente ad affrontare la dominazione turca

Dopo la sconfitta riportata a Belgrado nel 1521, il declino del regno d'Ungheria si cristallizzò nella battaglia di Mohács, dove gli ottomani annientarono l'esercito reale il 29 agosto 1526. Da allora in poi, le correnti aristocratiche si scontrarono ed elessero due sovrani, indebolendo conseguentemente l'unità statale. Uno di loro, Giovanni Szapolyai (1526-1540) fu sostenuto dalla nobiltà minore, mentre Ferdinando I d'Asburgo (1526-1564) fu riconosciuto principalmente nei comitati occidentali del regno, oltre che dai sassoni di Transilvania. Bisognoso dell'aiuto dei turchi, Giovanni I dovette rendere omaggio al sultano a Mohács nel 1529.
In Valacchia, l'influente famiglia dei Craioveștii percorse in maniera spedita i passi necessari ad avvicinarsi ai palazzi del potere e, nel 1512, un membro di quella discendenza, Neagoe (1512-1521), completò il percorso di ascesa al trono adottando però il nome dinastico di Basarab, allo scopo di legittimare il suo governo. Egli realizzò la prima opera originale di letteratura rumena, intitolata Insegnamenti, destinata a suo figlio Teodosio e relativa a questioni morali, politiche e militari. Sotto Teodosio (1521-1522), il governatore ottomano di Nicopoli approfittò delle lotte interne tra i partiti dei boiardi, primeggiando così nello scenario politico della Valacchia. A causa dell'imminente pericolo di annessione, i boiardi si strinsero attorno a Radu V de la Afumați (1522-1529), che combatté quasi una ventina di battaglie contro gli osmanici. Alla fine, nel 1525, fu costretto ad accettare la sovranità turca e a sopportare un aumento del tributo.
In Moldavia, il successore di Stefano, suo figlio Bogdan III cel Orb (1504-1517), visse spesso circostanze turbolente dovute a una lunga serie di conflitti militari scatenatisi con la Polonia e la Valacchia. I buoni rapporti con Cracovia tornarono ad essere ristabiliti sotto il regno di Stefano IV il Giovane (1517-1527). Il suo successore, Petru IV Rareș (1527-1538, 1541-1546), intervenne nella lotta per la corona del Regno d'Ungheria: per ordine del sultano, nel 1529 invase la terra dei Siculi e sconfisse l'esercito dei sostenitori di Ferdinando I. L'ultimo passo per l'ottenimento della Romania da parte degli ottomani era stato concluso e la dominazione turca poteva infine avere inizio.

### Fonti primarie
- Ammiano Marcellino, Storie, traduzione di Francesco Ambrosoli, 1829.
- Anna Comnena, Alessiade, traduzione di Giuseppe Rossi, Molina, 1846.
- Anonimo notaio di re Béla, Gesta Hungarorum, traduzione di Martyn Rady e László Veszprémy, CEU Press, 2010, ISBN 978-963-9776-95-1.
- (EN) Costantino Porfirogenito, De administrando imperio, a cura di Gyula Moravcsik, traduzione di Romillyi J. H. Jenkins, Dumbarton Oaks Center for Byzantine Studies, 1967, ISBN 0-88402-021-5.
- (EN) Giovanni Cinnamo, Atti di Giovanni e Manuele Comneno, traduzione di Charles M. Brand, Columbia University Press, 1976, ISBN 0-231-04080-6.
- (EN) Eymund's Saga, in Vikings in Russia: Yngvar's Saga and Eymund's Saga, traduzione di Hermann Palsson e Paul Edwards, Edingburgh University Press, 1989,  pp. 69-89, ISBN 0-85224-623-4.
- Eutropio, Breviarium ab Urbe condita, Libr. Ed. Internazionale, 1912.
- (EN) C.E.V. Nixon (a cura di), Genethliacus of Maximian Augustus by an Anonymous Orator (291), in In Praise of Later Roman Emperors: The Panegyrici Latini, traduzione di Barbara Saylor Rodgers, University of California Press, 1994, ISBN 0-520-08326-1.
- (EN) Artvico, Life of King Stephen of Hungary, in Medieval Hagiography: An Anthology, traduzione di Nora Berend, Routledge, 2001, ISBN 0-415-93753-1.
- (EN) Epistola super destructione Regni Hungariae per Tartaros facta, in Anonymus and Master Roger, traduzione di János M. Bak, CEU Press, 2010, ISBN 978-963-9776-95-1.
- (EN) Maurice's Strategikon: Handbook of Byzantine Military Strategy, traduzione di George T. Dennis, University of Pennsylvania Press, 1984, ISBN 0-8122-1772-1.
- (EN) Filostorgio, Philostorgius: Church History, traduzione di Philip R. Amidon, Society of Biblical Literature, 2007, ISBN 978-1-58983-215-2.
- (EN) Procopio di Cesarea, Procopius: History of the Wars (Books VI.16–VII.35.), traduzione di H.B. Dewing, Harvard University Press, 2006, ISBN 0-674-99191-5.
- Annales Regni Francorum (opera completa), su thelatinlibrary.com. URL consultato il 17 settembre 2021.
- (LA) Annali di Fulda, su dmgh.de. URL consultato il 17 settembre 2021.
- (EN) Teofane Confessore, The Chronicle of Theophanes Confessor: Byzantine and Near Eastern History, AD 284-813, traduzione di Cyril Mango e Roger Scott, Oxford University Press, 2006, ISBN 978-0-19-822568-3.
- Anania di Shirak, Geografia, traduzione di Robert H. Hewsen, Dr. Ludwig Reichert Verlag, 1992, ISBN 3-88226-485-3.
- (EN) Giordane, The Gothic History of Jordanes, traduzione di Charles Christopher Mierow, Evolution Publishing, 2006, ISBN 1-889758-77-9.
- (EN) Teofilatto Simocatta, The History of Theophylact Simocatta, traduzione di Michael e Mary Whitby, Clarendon Press, 1986, ISBN 0-19-822799-X.
- Dezső Dercsényi (a cura di), Chronica Picta, Corvina, Taplinger Publishing, 1970, ISBN 0-8008-4015-1.
- (EN) Rashid al-Din Hamadani, The Successors of Genghis Khan, traduzione di John Andrew Boyle, Columbia University Press, 1971, ISBN 0-231-03351-6.

### Fonti secondarie
- (EN) Viorel Achim, The Roma in Romanian History, Central European University Press, 2004, ISBN 963-9241-84-9.
- (EN) Paul M. Barford, The Early Slavs: Culture and Society in Early Medieval Eastern Europe, Itaca, Cornell University Press, 2001, ISBN 0801439779.
- (EN) Mihai Bărbulescu, From the Romans until the End of the First Millenium AD, in The History of Transylvania, 1 (until 1541), Romanian Cultural Institute, 2005,  pp. 137-198, ISBN 973-7784-04-9.
- (EN) Gábor Barta, The emergence of the principality and its first crises, in History of Transylvania, Akadémiai Kiadó, 1994,  pp. 245-293, ISBN 963-05-6703-2.
- (EN) Lucian Boia, History and Myth in Romanian Consciousness, Central European University Press, 2001, ISBN 963-9116-96-3.
- (EN) István Bóna, From Dacia to Transylvania: The Period of the Great Migrations (271-895); The Hungarian-Slav Period (895-1172), in History of Transylvania, Akadémiai Kiadó, 1994,  pp. 62-177, ISBN 963-05-6703-2.
- (EN) Andrei Brezianu e Vlad Spânu, Historical Dictionary of Moldova, The Scarecrow Press, 2007, ISBN 978-0-8108-5607-3.
- (EN) Florin Curta, The Making of the Slavs: History and Archaeology of the Lower Danube Region, c. 500-700, Cambridge, Cambridge University Press, 2001.
- (EN) Florin Curta, Frontier Ethnogenesis in Late Antiquity: The Danube, the Tervingi, and the Slavs, in Borders, Barriers, and Ethnogenesis: Frontiers in Late Antiquity and the Middle Ages, Brepols, 2005,  pp. 173-204, ISBN 2-503-51529-0.
- (EN) Florin Curta, Southeastern Europe in the Middle Ages, 500-1250, Cambridge, Cambridge University Press, 2006, ISBN 978-0-511-81563-8.
- (EN) Florin Curta, Before Cyril and Methodius: Christianity and Barbarians beyond the Sixth- and Seventh-Century Danube Frontier, in East Central & Eastern Europe in the Early Middle Ages, The University of Michigan Press, 2008,  pp. 181-219, ISBN 978-0-472-11498-6.
- (EN) Dan Dungaciu e Viorella Manolache, 100 Years since the Great Union of Romania, Cambridge Scholars Publishing, 2019, ISBN 978-15-27-54297-6.
- (EN) L. Ellis, Terra deserta: population, politics, and the [de]colonization of Dacia, in Population and Demography (World Archaeology, vol. 30, num. 2), Routledge, 1998,  pp. 220-237, ISSN 0043-8243 (WC · ACNP).
- (EN) Pál Engel, The Realm of St Stephen: A History of Medieval Hungary, 895-1526, I.B. Tauris Publishers, 2001, ISBN 1-86064-061-3.
- (EN) Uwe Fiedler, Bulgars in the Lower Danube region: A survey of the archaeological evidence and of the state of current research, in The Other Europe in the Middle Ages: Avars, Bulgars, Khazars, and Cumans, Brill, 2008,  pp. 151-236, ISBN 978-90-04-16389-8.
- (EN) John Van Antwerp Jr. Fine, The Early Medieval Balkans: A Critical Survey from the Sixth to the Late Twelfth Century, Ann Arbor, University of Michigan Press, 1991, ISBN 978-0-472-08149-3.
- (EN) John Van Antwerp Jr. Fine, The Late Medieval Balkans: A Critical Survey from the Late Twelfth Century to the Ottoman Conquest, The University of Michigan Press, 1994, ISBN 978-0-472-08260-5.
- (EN) Vlad Georgescu, The Romanians: A History, Ohio State University Press, 1991, ISBN 0-8142-0511-9.
- (EN) Robert A. Hall, External History of the Romance Languages, American Elsevier Publishing Company, 1974, ISBN 0-444-00136-0.
- (EN) I. P. Haynes e W.S. Hanson, An introduction to Roman Dacia, in Roman Dacia: The Making of a Provincial Society (Journal of Roman Archaeology Supplementary Series, Number 56), Journal of Roman Archaeology, L.L.C., 2004,  pp. 11-31, ISBN 1-887829-56-3.
- (EN) Peter Heather e John Matthews, The Goths in the Fourth Century, Liverpool University Press, 1991, ISBN 978-0-85323-426-5.
- (EN) Peter Heather, The Fall of the Roman Empire: A New History of Rome and the Barbarians, Oxford University Press, 2006, ISBN 978-0-19-515954-7.
- (EN) Peter Heather, Empires and Barbarians: The Fall of Rome and the Birth of Europe, Oxford University Press, 2010, ISBN 978-0-19-973560-0.
- (EN) Judith Jesch, Ships and Men in the Late Viking Age: The Vocabulary of Runic Inscriptions and Skaldic Verse, Boydell & Brewer, 2001, ISBN 978-0-85115-826-6.
- (EN) Nicolae Klepper, Romania: An Illustrated History, Hippocrene Books, 2002, ISBN 978-0-7818-0935-1.
- (EN) László Kontler, Millennium in Central Europe: A History of Hungary, Atlantisz Publishing House, 1999, ISBN 963-9165-37-9.
- (EN) Gyula Kristó, Early Transylvania (895-1324), Lucidus Kiadó, 2003, ISBN 963-9465-12-7.
- (EN) C.A. Macartney, The Medieval Hungarian Historians: A Critical & Analytical Guide, Cambridge University Press, ISBN 978-0-521-08051-4.
- (EN) Paul MacKendrick, The Dacian Stones Speak, The University of North Carolina Press, 1975, ISBN 0-8078-1226-9.
- (EN) Alexandru Madgearu, Salt Trade and Warfare: The Rise of Romanian-Slavic Military Organization in Early Medieval Transylvania, in East Central & Eastern Europe in the Early Middle Ages, The University of Michigan Press, 2005a,  pp. 103-120, ISBN 978-0-472-11498-6.
- (EN) Alexandru Madgearu, The Romanians in the Anonymous Gesta Hungarorum: Truth and Fiction, Romanian Cultural Institute, Center for Transylvanian Studies, 2005b, ISBN 973-7784-01-4.
- (EN) Otto J. Maenchen-Helfen, The World of the Huns: Studies in Their History and Culture, University of California Press, 1973, ISBN 0-520-01596-7.
- (EN) László Makkai, The Emergence of the Estates (1172-1526), in Béla Köpeczi, Gábor Barta, István Bóna e László Makkai, History of Transylvania, Akadémiai Kiadó, 1994,  pp. 178-243, ISBN 963-05-6703-2.
- (EN) Graham Mallinson, Rumanian, in The Romance Languages, Oxford University Press, 1998,  pp. 391-419, ISBN 0-19-520829-3.
- (EN) Grigore Nandris, The Development and Structure of Rumanian, in The Slavonic and East European Review, vol. 30, n. 74, Londra, Modern Humanities Research Association & University College of London (School of Slavonic and East European Studies), dicembre 1951,  pp. 7-39.
- (EN) Coriolan Horaţiu Opreanu, The North-Danube Regions from the Roman Province of Dacia to the Emergence of the Romanian Language (2nd-8th Centuries AD), in History of Romania: Compendium, Romanian Cultural Institute (Center for Transylvanian Studies), 2005,  pp. 59-132, ISBN 978-973-7784-12-4.
- (EN) Vladimir Orel, Albanian Etymological Dictionary, BRILL, 1998, ISBN 90-04-11024-0.
- (EN) Peter R. Petrucci, Slavic Features in the History of Rumanian, LINCOM EUROPA, 1999, ISBN 3-89586-599-0.
- (EN) Ioan-Aurel Pop, Romanians and Romania: A Brief History, Boulder, 1999, ISBN 0-88033-440-1.
- (EN) Ioan-Aurel Pop, Romanians in the 14th-16th Centuries: From the "Christian Republic" to the "Restoration of Dacia", in History of Romania: Compendium, Romanian Cultural Institute (Center for Transylvanian Studies), 2005,  pp. 209-314, ISBN 978-973-7784-12-4.
- (EN) Tudor Sălăgean, Romanian Society in the Early Middle Ages (9th-14th Centuries AD), in History of Romania: Compendium, Romanian Cultural Institute (Center for Transylvanian Studies), 2005,  pp. 133-207, ISBN 978-973-7784-12-4.
- Jean W. Sedlar, East Central Europe in the Middle Ages, 1000–1500, University of Washington Press, 1994, ISBN 0-295-97290-4.
- (EN) Victor Spinei, The Great Migrations in the East and South East of Europe from the Ninth to the Thirteenth Century, 2003, ISBN 978-973-85894-5-2.
- (EN) Victor Spinei, The Romanians and the Turkic Nomads North of the Danube Delta from the Tenth to the Mid-Thirteenth Century, Brill, 2009, ISBN 978-90-04-17536-5.
- (EN) Paul Stephenson, Byzantium's Balkan Frontier: A Political Study of the Northern Balkans, 900-1204, Cambridge University Press, 2000, ISBN 978-0-521-02756-4.
- (EN) Dan Gh. Teodor, The East Carpathian Area of Romania in the V-XI Centuries A.D. (BAR International Series 81), B. A. R., 1980, ISBN 0-86054-090-1.
- (EN) Eugen S. Teodor, The Shadow of a Frontier: The Wallachian Plain during the Justinian Age, in Borders, Barriers, and Ethnogenesis: Frontiers in Late Antiquity and the Middle Ages, Brepols, 2005,  pp. 205-245, ISBN 2-503-51529-0.
- (EN) E.A. Thompson, The Huns, Blackwell Publishers, 2001, ISBN 0-631-15899-5.
- (EN) Malcolm Todd, The Early Germans, Blackwell Publishing Ltd., 2003, ISBN 0-631-16397-2.
- (EN) Endre Tóth, The Roman Province of Dacia, in History of Transylvania, Akadémiai Kiadó, 1994,  pp. 28-61, ISBN 963-05-6703-2.
- (EN) Warren Treadgold, A History of the Byzantine State and Society, Stanford University Press, 1997, ISBN 0-8047-2630-2.
- (EN) Kurt W. Treptow et al., A History of Romania, The Center for Romanian Studies, 1997, ISBN 973-98091-0-3.
- (EN) Kurt W. Treptow e Marcel Popa, Historical Dictionary of Romania, Scarecrow Press, Inc., 1996, ISBN 0-8108-3179-1.
- (EN) Przemysław Urbańczyk, Early State Formation in East Central Europe, in East Central & Eastern Europe in the Early Middle Ages, The University of Michigan Press, 2005,  pp. 139–151, ISBN 978-0-472-11498-6.
- (EN) István Vásáry, Cumans and Tatars: Oriental Military in the Pre-Ottoman Balkans, 1185–1365, Cambridge University Press, 2005, ISBN 978-11-39-44408-8.
- (EN) Gábor Vékony, Dacians, Romans, Romanians, Matthias Corvinus Publishing, 2000, ISBN 1-882785-13-4.
- (EN) Herwig Wolfram, History of the Goths, University of California Press, 1988, ISBN 0-520-06983-8.
- (EN) Herwig Wolfram, The Roman Empire and Its Germanic Peoples, 1997, ISBN 0-520-08511-6.